# Gioielli della Corona francese

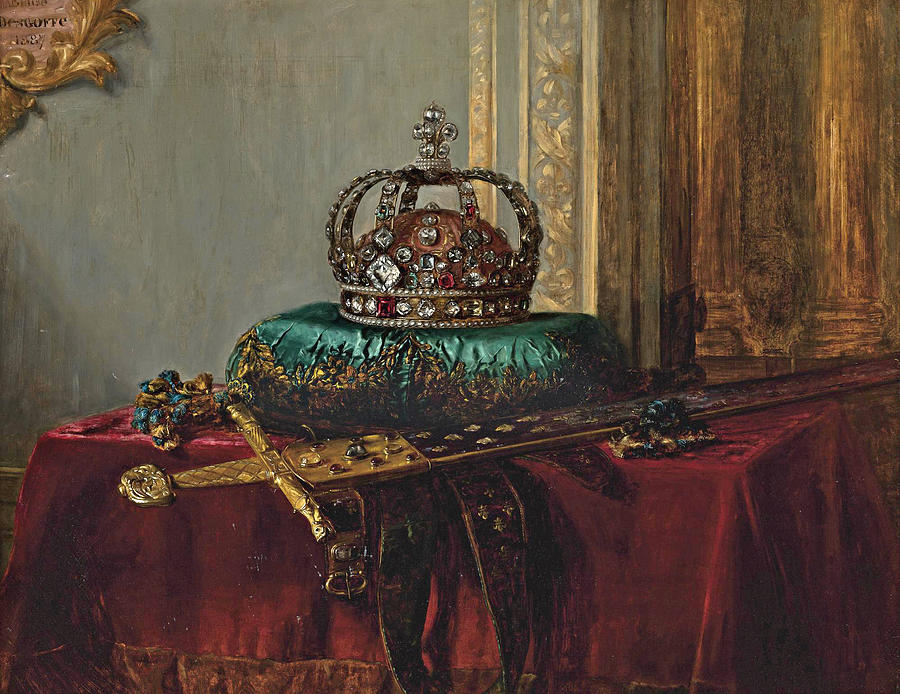
Gioielli della Corona di Francia.

I gioielli della Corona francese sono costituiti da corone, globi, diademi e gioielli che furono il simbolo della monarchia di Francia. Gran parte del tesoro francese venne disperso nel 1885 a seguito di una vendita per realizzo operata dalla Terza Repubblica francese. I gioielli della Corona francese sopravvissuti si trovano oggi nella Galerie d'Apollon al museo del Louvre, primo museo di Francia ed ex palazzo reale, dove pure si trovano il diamante Régent, il diamante Sancy e lo spinello rosso Côte-de-Bretagne, di 105 carati, scolpito in forma di dragone. Tra le gemme si ricordano anche lo smeraldo di San Luigi, lo zaffiro Ruspoli e un set di diamanti della regina Maria Antonietta, che sono invece esposti nella sezione mineralogica del Museo di storia naturale francese (Muséum nationale d'histoire naturelle).

## Storia

### Le origini

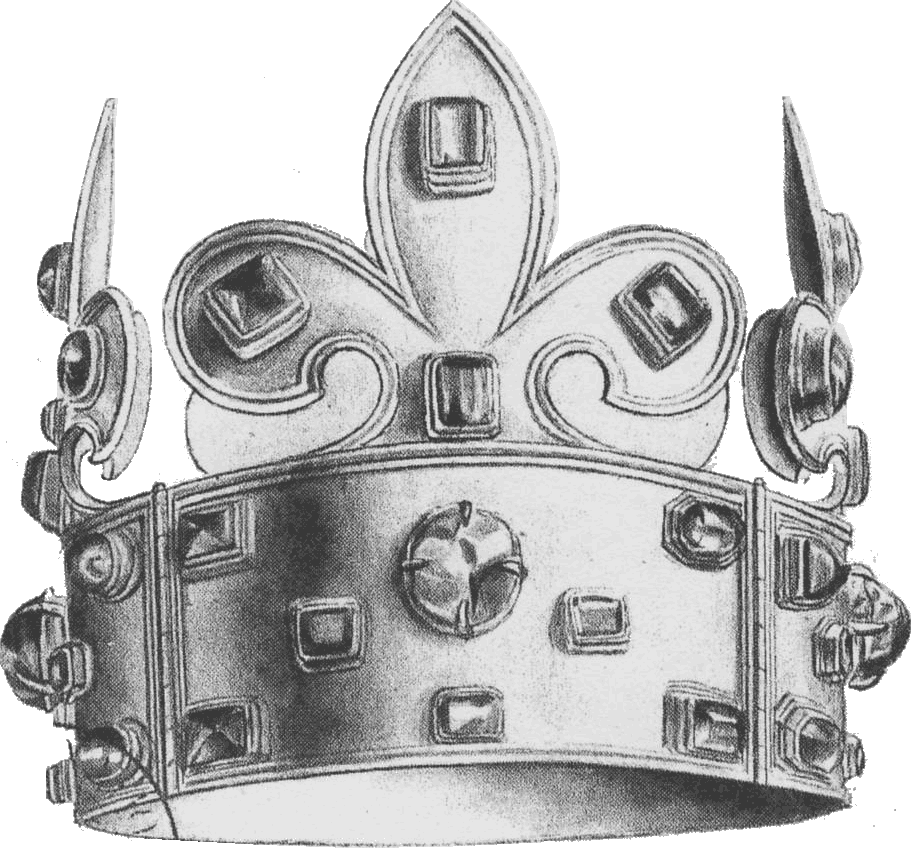
Una caricatura della Corona di Carlo Magno.

Nel 752 Pipino il Breve divenne re di Francia e la sua ascesa al trono fu celebrata da una cerimonia di incoronazione detta "sacre", poiché l'accento era posto sull'unzione con il crisma della Sacra Ampolla, utilizzata probabilmente anche per la celebre incoronazione di Carlo Magno nell'800 e quella di Ugo Capeto nel 987, la quale per la prima volta avvenne nella Cattedrale di Notre-Dame de Reims. dove avvennero tutte le incoronazioni del monarca francese fino alla Rivoluzione, tranne quella di Luigi VI a Orléans ed Enrico IV a Chartres. Dopo la rivoluzione, solo Napoleone assieme alla moglie Josephine e Carlo X di Borbone furono incoronati, i Bonaparte a Parigi in Notre-Dame mentre l'ultimo re borbonico a Reims. Durante tutto questo grande periodo, si compose piano piano un set di costosi e preziosi gioielli della corona, ampliato da vari monarchi.
I Gioielli della Corona, o Diamants de la Couronne de France, divennero inalienabili il 15 giugno 1530, per decisione di Francesco I, subirono però importanti perdite causate dalla Lega Cattolica nel 1590, ricostituiti in seguito da Enrico IV e potenziati notevolmente da Luigi XIV, con la donazione di 18 diamanti Mazzarino e l'acquisto dello zaffiro "Royal French Blue", "Ruspoli" e del Regent Diamond, nel 1717. Sotto Luigi XV i gioielli cominciarono ad essere conservati nella Garde Meuble de la Couronne, Tesoro reale, fino a quando nel 1792, alcuni rivoltosi assaltarono l'edificio e rubarono alcuni pezzi, che furono poi venduti nel 1795, per poi essere recuperati. Fu poi Napoleone, nel 1814, a restaurare i gioielli della corona con 65.072 pietre e perle, escludendo anche i gioielli personali degli Imperatrici Josephine e Maria Luisa, poi anche durante al Restaurazione e il Secondo Impero si contavano 77.662 pietre e perle, di cui 51.403 diamanti taglio brillanti, 21.119 taglio rosa, 2962 perle, 507 rubini, 136 zaffiri, 250 smeraldi, 528 pietre turchesi, 22 opali, 235 ametiste ed altre 500 pietre.

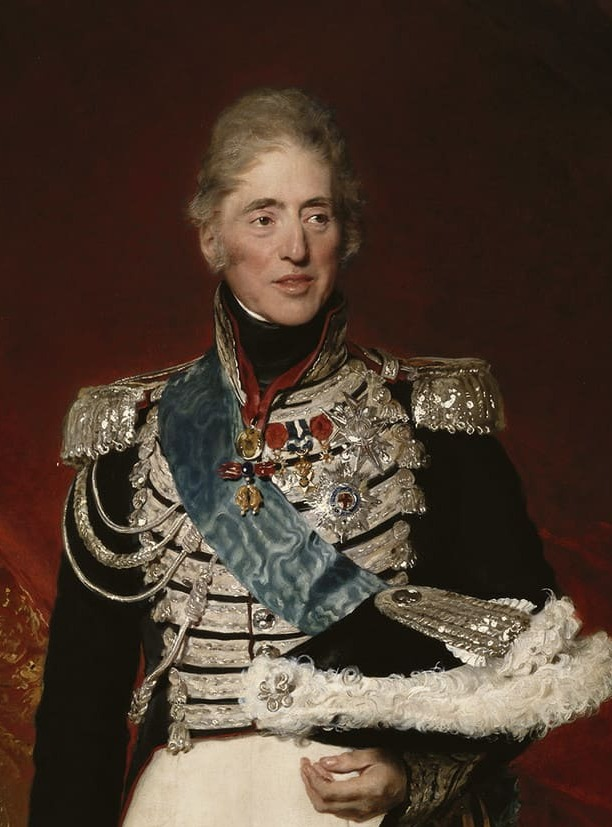
Il re di Francia Carlo X di Borbone.

### La vendita dei gioielli
Dopo la caduta di Napoleone III e il rifiuto di Enrico V di conservare i gioielli in via privata, cancellarono ogni tipo di un ritorno monarchico, causato anche dalla vendita da parte della Terza Repubblica della maggior parte dei gioielli, nel 1885. Un importante set di pietre e perle fu inviato al Musèum National d'Histoire Naturelle, mentre alcuni dei gioielli più importanti furono riacquistati nel 1953.
Le più antiche regalie erano conservate originariamente nel tesoro della Basilica di Saint Denis, furono poi inviati alla Biblioteca Nazionale, Museo di Storia Naturale o il Museo del Louvre, altre furono poi smontate o fuse completamente come la Corona di Carlo Magno, quelle di Saint Louis, delle Regine, il calice e le due ampolline di Saint Denis, il paravento di Carlo Magno, l'altare dorato di Carlo il Calvo e gli strumenti liturgici conservati a Reims. Le regalie furono poi restaurate o ricreate per l'incoronazione di Napoleone, che subirono a loro volta una nuova parziale distruzione nel 1819, completate poi per l'ultima incoronazione.

### L'ultima incoronazione
L'ultima incoronazione di un monarca francese avvenne nel 1825 a Reims, quando Carlo X di Borbone, succeduto l'anno prima al fratello Luigi XVIII, fu incoronato; questa cerimonia fu vista dai critici come una volontà di ritornare al periodo e tradizioni dell'Assolutismo, quindi dell'Ancien Régime, il quale poi finì definitivamente con la rivoluzione del 1830, anche se all'epoca molti francesi preferivano lo stile del vecchio re Luigi XVIII, più sobrio e moderno. Luigi Filippo, duca d'Orléans e re dei Francesi dal 1830 al 1848, non venne incoronato come anche l'Imperatore Napoleone III, ultimo vero monarca di Francia, la moglie invece, Eugenia de Montijo, fece realizzare una propria corona, che però non fu utilizzata mai nelle occasioni ufficiali.

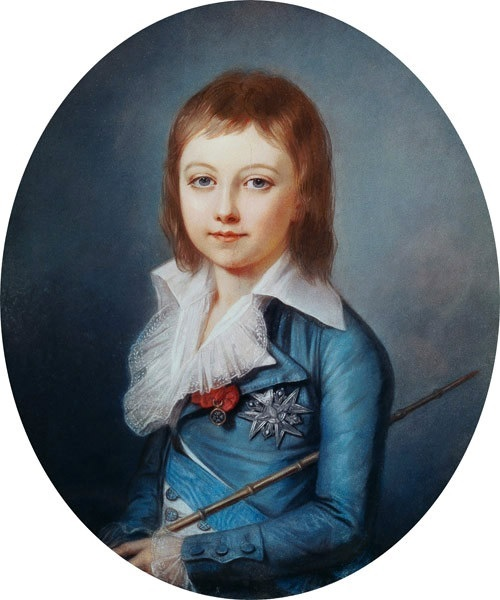
Luigi Carlo, per i realisti Luigi XVII.

### Il funerale di Luigi XVII nel 2004
Luigi XVI e Maria Antonietta ebbero quattro figli, di cui solo due sopravvissero fino dopo la Rivoluzione Francese, appunto Maria Teresa (1778-1851) e Luigi Carlo che fu Delfino di Francia dal 4 giugno 1789 al 1º ottobre 1791, anno della caduta della Monarchia. A seguito della morte dei genitori, si è sempre raccontato che l'ex Delfino morì nel 1795 in prigione, anche se c'era una leggenda popolare che secondo la quale sarebbe riuscito a fuggire, traendosi in salvo e vivendo poi in esilio.
Nel 2004, comunque, è stato comprovato che la leggenda è fittizia, infatti Luigi Carlo, per i realisti Luigi XVII, morì in prigione a causa della tubercolosi e ciò fu comprovato risalendo al DNA, attraverso il suo cuore conservato oggi in un'urna di vetro dai realisti, assieme ad una ciocca di capelli della regina Maria Antonietta. In occasione dei suoi funerali formali, che ebbero luogo nel 2004, dopo più di un secolo una celebrazione funebre venne accompagnata da bandiere gigliate e dalla corona reale, la quale accompagnò il feretro.

## Diamanti famosi

### Diamante Hope o Blu di Francia

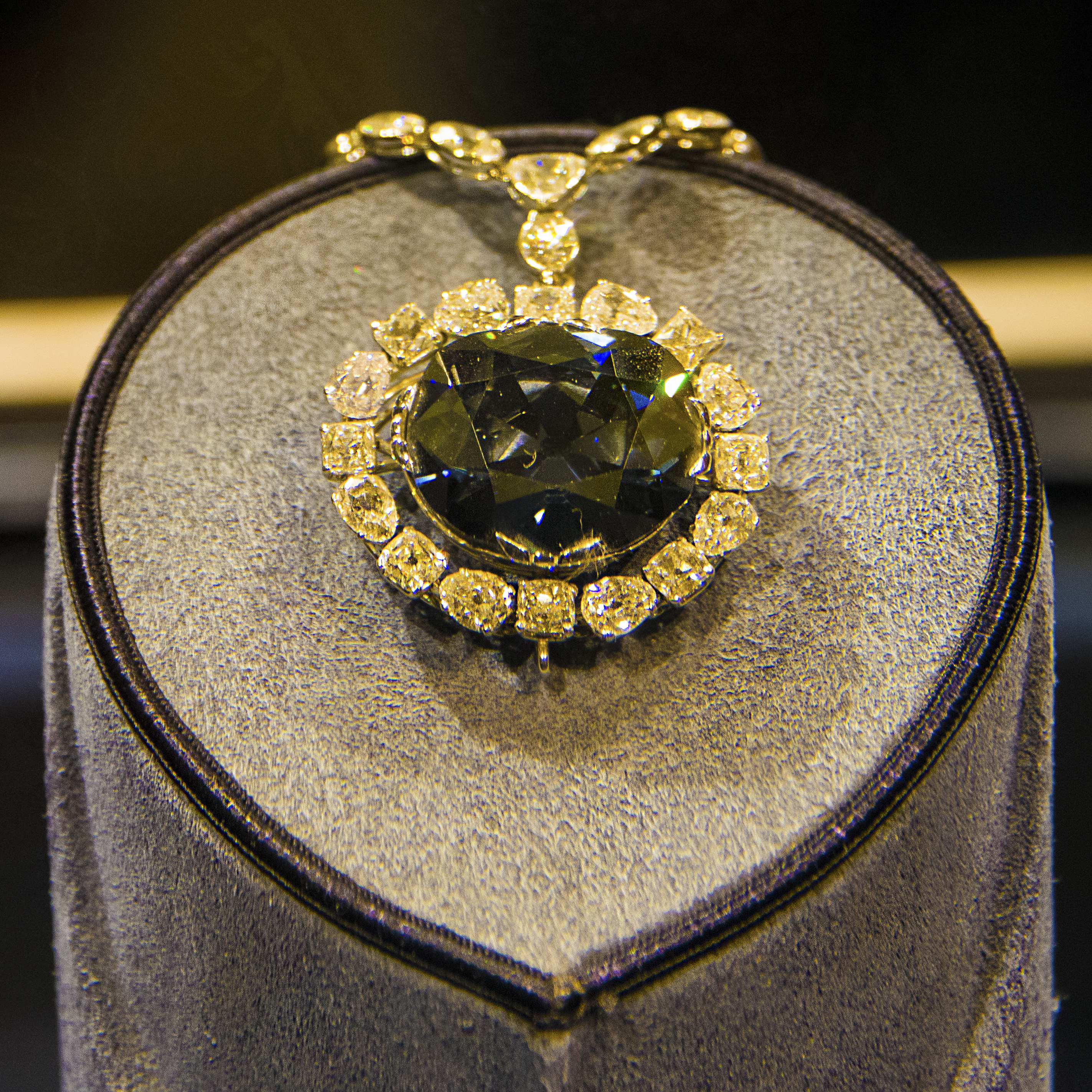
Il Diamante Hope o Blu di Francia.

Il diamante Hope o Blu di Francia proveniente dalle miniere di Golconda in India, fu acquistato, nel 1688, dal mercante francese Jean-Baptiste Tavernier, secondo alcuni fu lui stesso a distaccarlo dall'occhio della statua di un idolo indiano, di nome Rama-Sitra, scatenando l'ira della divinità, la quale maledisse la pietra e tutti coloro che l'avrebbero posseduta. Il mercante Tavernier comunque andò in bancarotta e, tentando di fare fortuna in India, morì durante il viaggio verso l'Asia.
Il successivo proprietario fu il re di Francia Luigi XIV, il quale lo fece tagliare a forma di cuore, riducendone le dimensioni da 112 a 67,5 carati; sia Luigi XIV che il bisnipote Luigi XV, sfoggiarono numerose volte il diamante, fino a quando entrambi i monarchi morirono a causa di malattie molto dolorose, il primo per gangrena ad una coscia a 77 anni e il secondo di vaiolo a 64 anni. Con l'ascesa al trono di Luigi XVI, la moglie Maria Antonietta divenne la proprietaria del diamante, che lo unì ad altre pietre preziose formando così una collana; con la Rivoluzione e la decapitazione dei sovrani, il diamante fu rubato assieme ad altri gioielli della Corona, passando poi in mano ad un gioielliere il quale però morì di infarto; secondo alcune fonti il diamante fu rubato proprio dal figlio del gioielliere, il quale appena capì di essere la causa della morte del padre, si suicidò. Un suo amico, il quale poi trovò il diamante fra i beni lasciati incustoditi, morì poco dopo.
Il diamante assunse il nome ufficiale di Hope, quando fece parte della collezione di gemme di proprietà di una famiglia di banchieri scotio-olandesi, chiamati appunto Hope. Successivamente fu tagliato nuovamente e finì nelle mani del Sultano turco Abdul Hamid II, che lo acquistò per 400.000 dollari, poi però il monarca fu deposto l'anno dopo e impazzì. Il diamante fu poi acquistato da Cartier, che lo vendette a Edward Beale McLean, proprietario del Washington Post; l'ultimo proprietario Harry Winston, lo donò nel 1958 allo Smithsonian Institute di Washington, dove la pietra preziosa è oggi custodita, esposta al pubblico in una teca dotata di tutti i più moderni sistemi di sicurezza.

### Diamante Sancy

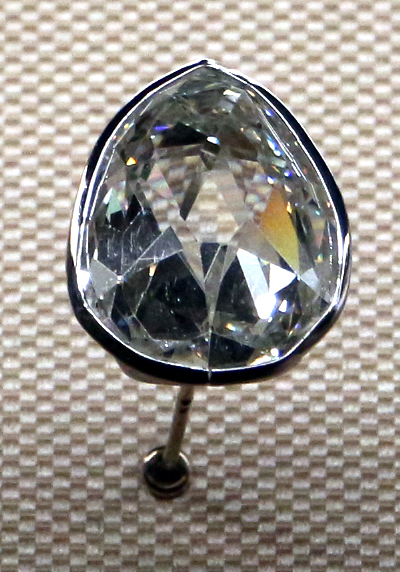
Il Diamante Sancy

Il Diamante Sancy fu quasi certamente trovato e tagliato in India, a Golconda, arrivando poi in Europa intorno al 1500. Uno dei primi proprietari sarebbe stato Carlo il Calvo, duca di Borgogna, e dopo la sua morte il diamante fu ereditato dal cugino, Manuele I del Portogallo. Quando però il Portogallo rischiò di essere annesso alla Spagna, il pretendente al trono Don Antonio, Priore di Crato, fuggì all'estero con buona parte dei gioielli della Corona portoghese, con l'obiettivo di cercare degli alleati e diventare re di un nuovo paese; alcune fonti ritengono che Don Antonio, trovandosi in Francia, vendette il diamante a Nicolas de Harley, Signore di Sancy, mentre altre fonti sostengono che De Sancy acquistò la pietra preziosa a Costantinopoli, dove fu ambasciatore di Francia.
Il diamante fu poi venduto al re Giacomo I d'Inghilterra e rimase in Gran Bretagna fino al 1669, quando Giacomo II lo vendette al Cardinale Mazarino, che lo donò al re Luigi XIV; da allora il diamante rimase nella collezione regia fino alla Rivoluzione, quando, a seguito di un tumulto e furto al Tesoro Reale, fu rubato e dato per scomparso fino al 1828, quando fu venduto al principe russo Paolo I Demidoff. La famiglia lo vendette poi al principe indiano Jeejeebhoy. Il diamante fu esposto all'Esposizione universale di Parigi nel 1867 e fu acquistato nel 1906 da William Waldorf Astor, I Visconte Astor. Infine fu venduto al Louvre, dove oggi è esposto nella Galleria di Apollo, assieme ad altri grandi diamanti.

### Diamante Régent

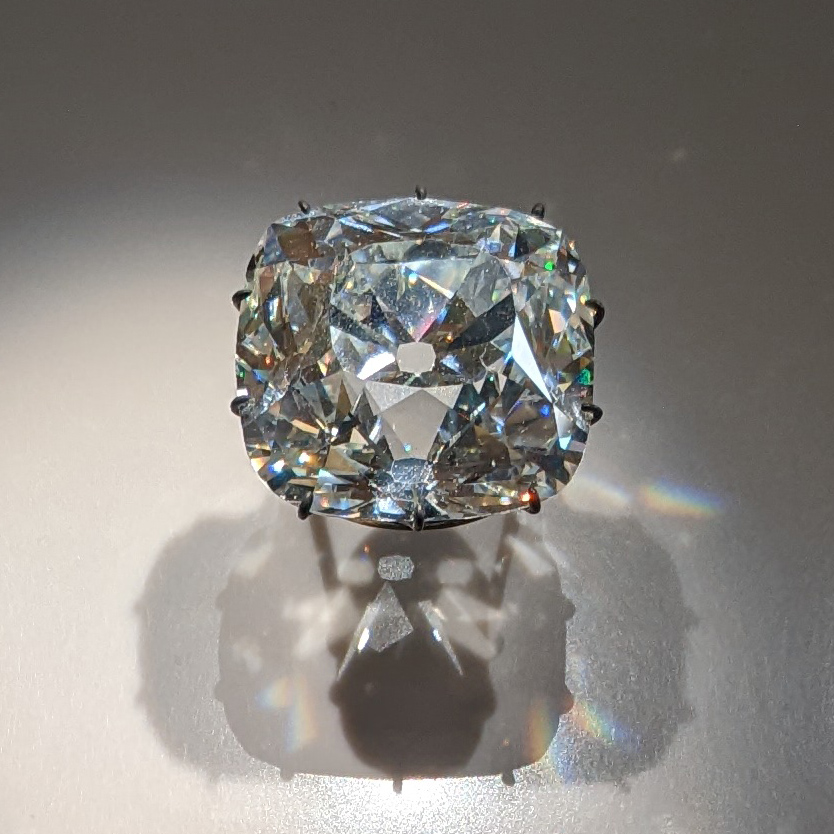
Il Diamante Régent, esposto al Louvre.

Il Diamante Régent, secondo la leggenda, fu scoperto in una miniera dell'India, a Golconda, preso da uno schiavo in fuga dall'Assedio di Golconda, che poi fu derubato ed ucciso da dei mercanti probabilmente inglesi. Il diamante fu poi portato in Inghilterra nel 1702 e fu tagliato diverse volte, ricavandone così diamanti più piccoli che furono poi venduti a Pietro il Grande, Zar di Russia. Il 6 giugno 1717 entrò a far parte dei gioielli della Corona francesi, quando il Reggente Filippo II di Borbone-Orléans lo acquistò dall'allora proprietario Pitt per 135.000 sterline. Considerato all'epoca il più grande diamante del mondo, prese il nome di le Regént ("Reggente"). Venne incastonato nel 1722 nella Corona di Luigi XV e poi in un cappello di Maria Antonietta; come altri diamanti fu rubato assieme al Blu di Francia e il Hortensia, poi tutti ritrovati, finendo in custodia dal Direttorio.
L'Imperatore Napoleone Bonaparte fece incastonare il diamante sull'elsa della sua spada, esibendola così durante la sua incoronazione nel 1804; durante il suo esilio l'ex Imperatrice Maria Luisa, duchessa di Parma, portò il Régent nel Castello di Blois e poi in Austria, così che l'Imperatore d'Austria lo restituì alla Francia e immediatamente fu reinserito nel Tesoro reale. Con la caduta dei Borbone e degli Orléans, Napoleone III lo fece incastonare in un diadema regalato poi alla moglie Eugenia, dove si trova tuttora. Oggi è esposto al Museo del Louvre, nella Galleria d'Apollo.

## Diademi e parure

### Diadema di perle o diamantato

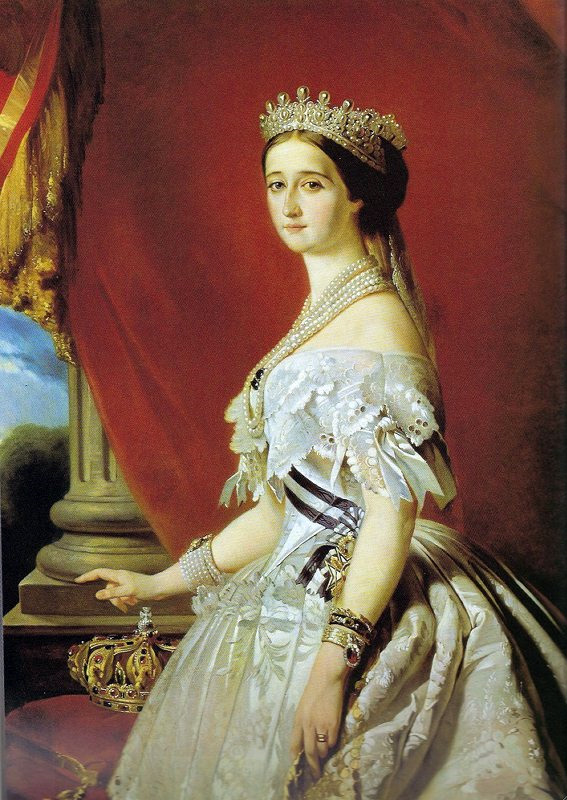
L'Imperatrice Eugenia di Francia, che indossa il Diadema di perle.

Il "Diadema di perle", o "Diadema diamantato", è un monumentale diadema di perle realizzato nel 1853 dal gioielliere Gabruel Lemonnier su commissione dell'Imperatore Napoleone III come regalo di nozze alla sua sposa Eugenia de Montijo. Il diadema è fatto di 212 perle e quasi 2000 diamanti incastonati in volute di fogliame con perle verticali a forma di pera, incastonate in argento; le pietre facevano parte del Tesoro di Stato francese. Con la sconfitta della Francia contro la Prussia nella Battaglia di Sedan nel 1870, Napoleone ed Eugenia andarono in esilio nel Regno Unito, ospiti della regina Vittoria, e il diadema fu restituito allo Stato francese. Nel 1887, durante la Terza repubblica di Francia, il diadema fu venduto all'asta e ad acquistarlo fu Tiffany.
Nel 1890, tre anni dopo, il diadema fu rivenduto e ad acquistarlo stavolta fu Albert, settimo principe di Thurn und Taxis, che lo diede come regalo di nozze alla futura sposa, Margherita Clementina d'Austria; la Casa dei Thurn und Taxis, famiglia nobile tedesca, aveva accumulato una fortuna grazie al loro coinvolgimento iniziale nella creazione del servizio postale europeo. Ad indossare di nuovo il diadema fu la nuova moglie dell'undicesimo Principe Giovanni, la contessa Gloria von Schönburg-Glauchau, che si sposò nel 1980. Nel 1992, alla morte del marito Giovanni, Gloria dovette ripianare un debito di 300 milioni di sterline che aveva ereditato inaspettatamente, così il famoso diadema fu nuovamente messo all'asta e questa volta ad acquistarlo fu il Museo del Louvre, dove oggi il diadema è esposto assieme ad altri gioielli reali ed imperiali francesi.

### Diadema della Duchessa d'Angoulême

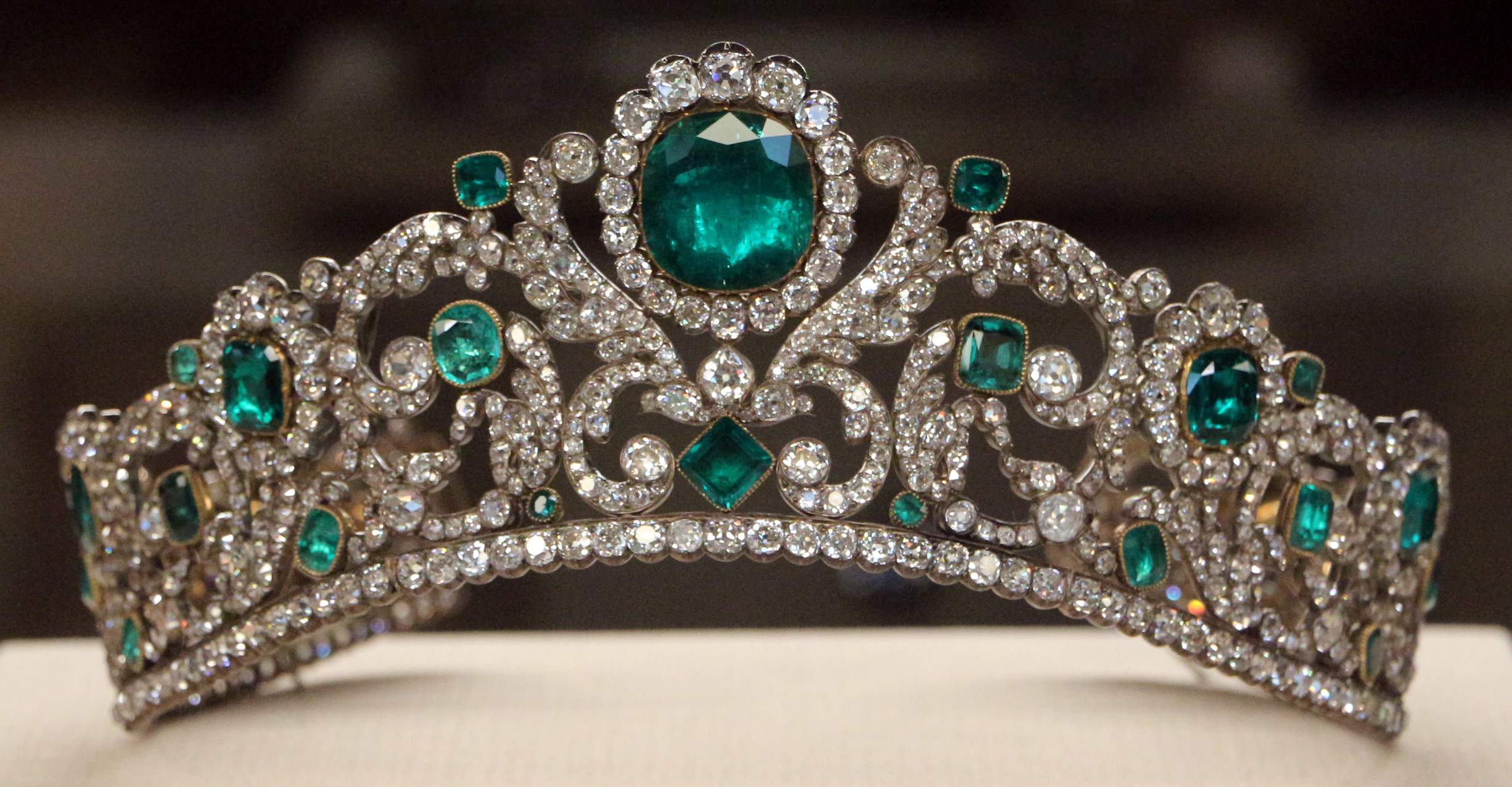
Il Diadema della Duchessa d'Angoulême.

Il "Diadema della Duchessa d'Angoulême", considerato un vero e proprio capolavoro di gioielleria del periodo della Restaurazione, fu realizzato da Christophe-Frédéric Bapst e Jacques-Evrard Bapst, gioiellieri della Corona di Francia fino al Secondo Impero, mentre il design del diadema fu realizzato dall'ultimo dei due assistito dal designer Steiffer. Il diadema fu un regalo che il re Luigi XVIII diede a sua nipote Maria Teresa Carlotta duchessa d'Angoulême, conosciuta anche come Madame Royale, figlia primogenita di Luigi XVI e Maria Antonietta; durante la Rivoluzione Francese Maria Teresa, orfana, fuggì e si rifugiò alla corte di suo cugino Francesco II a Vienna, dove rinunciò di sposare il fratello dell'Imperatore, Carlo duca di Teschen, per poi sposarsi a vent'anni con il cugino paterno Luigi Antonio di Borbone-Francia, figlio del Duca d'Angoulême, futuro Carlo X di Francia. Dopo la sconfitta napoleonica e la Restaurazione, Maria Teresa e il marito divennero gli eredi al trono e con la successiva destituzione del suocero Carlo nel 1830, la Madame Royale poté fregiarsi del titolo di Regina titolare di Francia e Navarra per circa venti minuti, come suo marito per il titolo di re Luigi XIX.
Il centro del diadema è composto, tra due giri tutti in brillanti, da un grande smeraldo con 18 brillanti da 15,93 carati, dalla forma quasi quadrata e molto tagliata. Oltre a quello al centro ci sono altri quattordici smeraldi, due dei quali fissati su entrambi i lati, di lunghezza di 14,19 e 14,3 cm; a completare questa parure, con 26 piccoli smeraldi di 29 carati, fu il gioiellieri Bapst. In totale quindi il diadema fu realizzato con 40 smeraldi e 1031 diamanti, i brillanti invece formano volute di fogliame su cui sono definiti i castoni che sostengono gli smeraldi, il tutto su una galleria formata da una fila di brillanti. Dopo la caduta della monarchia dei Borbone e degli Orléans, il diadema venne indossato dall'Imperatrice Eugenia, la quale apprezzava particolarmente gli smeraldi; infine il diadema, come molte altre regalie, fu venduto nel 1887, per poi riapparire in una collezione privata a metà del Novecento a Londra, come possesso di Antony Lambton, allora figlio del quinto Conte di Durham. Venne esposto poi negli anni '80 nel Victoria and Albert Museum, per poi essere esposto da Lambton nel 2002 ed acquistato nel 2017 dal Louvre, dove oggi è esposto.

### Diadema di smeraldi o turchese

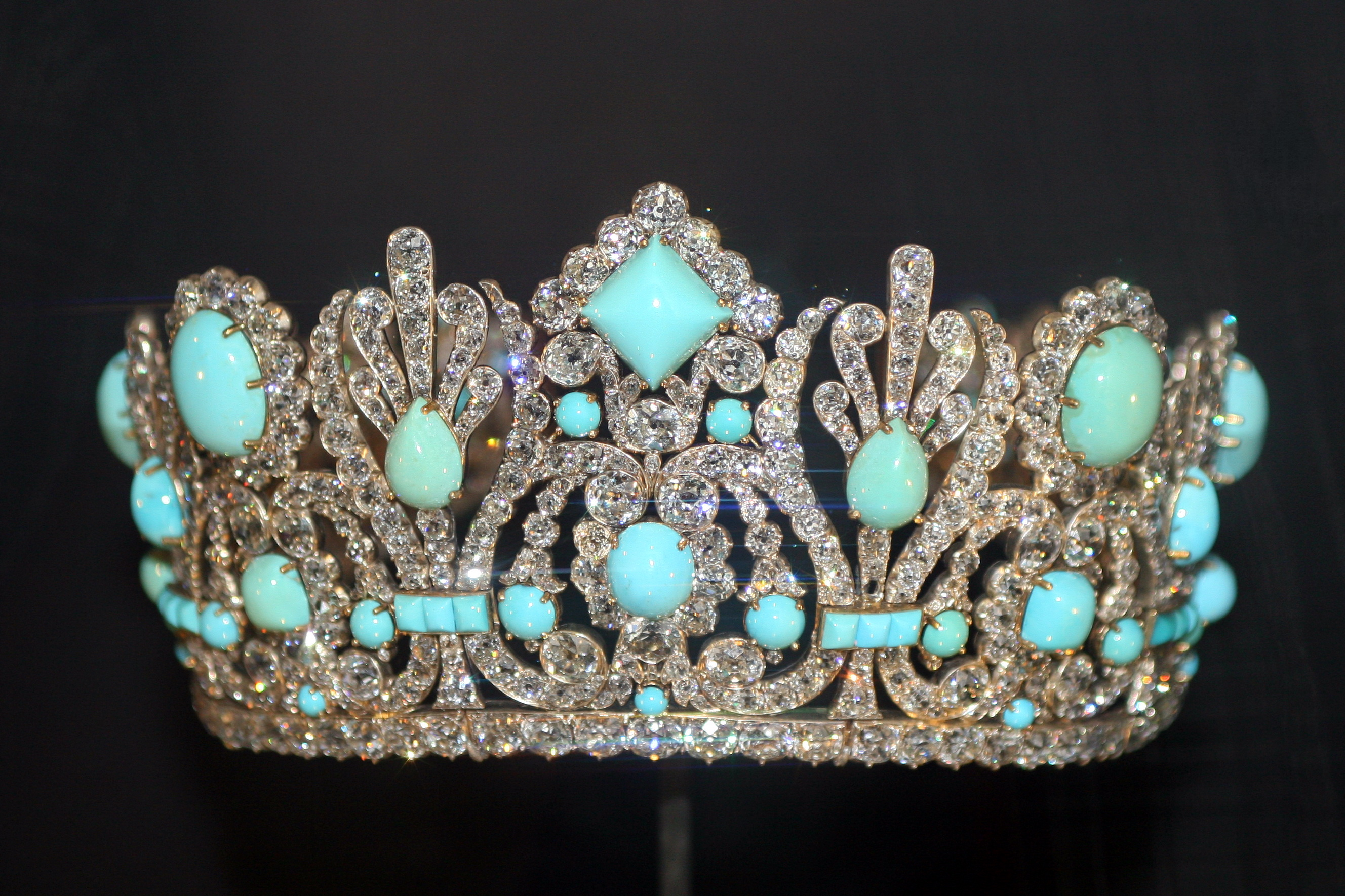
Il Diadema di smeraldo, oggi turchese.

Il "Diadema di smeraldi" anche chiamato turchese, è un gioiello di diamanti e turchesi, realizzato da François-Regnault Nitot, che l'Imperatore Napoleone diede alla seconda moglie, Maria Luisa d'Austria, come regalo di nozze nel 1810, assieme anche ad un pettine, una collana e degli orecchini; originariamente però la tiara era fatta da grandi smeraldi incastonati da diamanti, come il Diadema della Duchessa d'Angoulême, realizzato anch'esso in smeraldi. Nel 1815, a seguito della sconfitta a Waterloo, Napoleone lasciò la Francia alla volta dell'Isola di Sant'Elena, dove morì nel 1821; Maria Luisa si stabilì invece a Parma, dove dal 1814 governava come Duchessa di Parma e Piacenza, e lì rimase fino al 1847, quando morì all'età di 56 anni lasciando il ducato in eredità al Duca di Lucca. Il diadema e gli smeraldi dopo la caduta napoleonica erano rimasti con Maria Luisa, per poi essere lasciati ai discendenti; la Smithsonian Institution, che ora possiede il diadema, affermò che Maria Luisa lasciò gli smeraldi alla zia l'Arciduchessa Elise, nonché la Principessa Elisabetta di Savoia-Carignano che sposò l'arciduca Ranieri, fratello del padre di Maria Luisa, Francesco II. Altre fonti, in particolare il Louvre, sostengono che la Duchessa parmense lasciò gli smeraldi al cugino di primo grado Leopoldo II di Toscana, comunque le pietre riapparvero ufficialmente nel 1953 quando furono venduti a Van Cleef & Arpels.
La compagnia rimosse le pietre colorate, rimuovendo dal diadema quella al centro che fu trasformata in una spilla, che venne regalata a Sybil Harrington, donna americana molto attiva nella filantropia, come “uno smeraldo per te dalla storica tiara napoleonica”, come si poteva leggere in un annuncio dell'epoca. In sostituzione degli smeraldi originali furono montate, tra il 1956 e il 1962, 79 pietre turchesi persiane (per un totale di 540 carati) assieme a 1.006 diamanti. Venne anche esposto al Louvre assieme agli altri regali di nozze di Maria Luisa, ovvero la collana, orecchini ed il pettine. Nel 1971 il diadema venne acquistato dalla signora Marjorie Merriweather Post, che donò il prezioso gioiello allo Smithsonian Institution di Washington, dove oggi è conservato.

### Parure di zaffiro della regina Maria Amalia

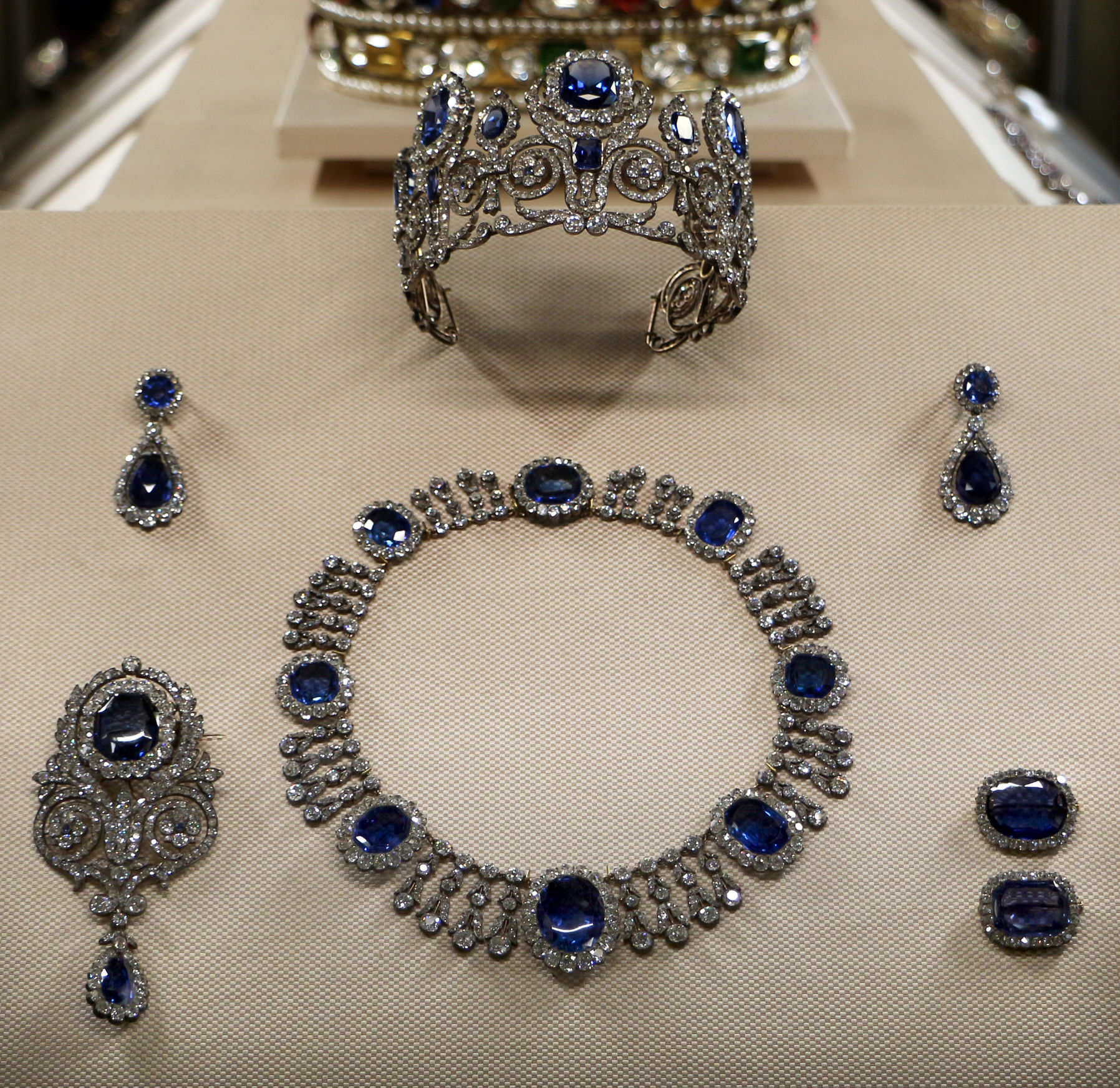
L'esposizione della Parure di zaffiri.

La "Parure di zaffiro della regina Maria Amalia" comprende una tiara, una collana, un paio di orecchini, una grande spilla e un paio di spille più piccole a forma di grappolo, tutti gioielli esposti, assieme agli altri pezzi della collezione della Corona francese, nella Galleria d'Apollo che si trova al Museo del Louvre di Parigi. Originariamente la parure faceva parte di una parure ancora più ampia, si dice anche che alcuni degli zaffiri potrebbero essere appartenuti all'imperatrice Giuseppina, moglie di Napoleone, la quale nel 1821 li diede alla figlia Ortensia, ex regina dell'Olanda napoleonica; in quello stesso anno il Duca d'Orléans acquistò gli zaffiri da Ortensia, per poi regalarli a sua moglie Maria Amalia, che li indosserà come Regina dei francesi, dal 1830 al 1848.
La stessa regina nel 1836, inviò la parure da Bapst, gioielliere della Corona, per alcuni rispristini e cambiamenti; alcune delle numerose spille di zaffiri, furono utilizzate per realizzare una nuova tiara; la parure fu poi ereditata dai nipoti della regina Maria Amalia e Luigi Filippo, i Conti di Parigi. La parure fu venduta per la prima volta nel 1887, finendo nella famiglia dei Sasson, sarà infatti Sybille, marchesa di Cholmondeley ad indossarlo alle incoronazioni inglesi del 1937 e 1953, anche se il diadema in quegli anni fu trasformata. La parure venne poi venduta al Louvre nel 1985.
La tiara della parure è composta da cinque elementi distanti, ciascuno caratterizzato da un grande grappolo di zaffiri e diamanti, fiancheggiati da ali incastonate di diamante, oltre a zaffiri incastonati uno sopra all'altro e un paio di volute di diamanti con centri floreali. Tutti questi sono uniti fra loro da piccoli grappoli di diamanti e zaffiri. L'intera tiara può essere smontata, così che tutti gli elementi possono essere indossati individualmente come spille. La collana invece presenta otto grandi grappoli, cerchi, di diamanti e zaffiri con frange floreali di diamanti incastonati tra loro, questa incastonatura inoltre conferisce alla collana un'incredibile flessibilità, permettendo di conformarsi al corpo di chi la indossa. Nella parure c'è anche una grande spilla, che presenta un cornice di diamanti grandi che abbraccia il grappolo di zaffiro superiore, oltre a quello inferiore, ovvero un delicato pendente a grappolo di zaffiro. Gli orecchini della parure hanno un design semplice: un perno rotondo a grappolo di zaffiro da cui pende una briolette di zaffiro, incastonata in una cornice di diamanti. Infine nella parure sono inclusi altri grappoli di zaffiro, i quali hanno la possibilità di essere portati come spille.

### Parure di smeraldi e diamanti di Maria Luisa

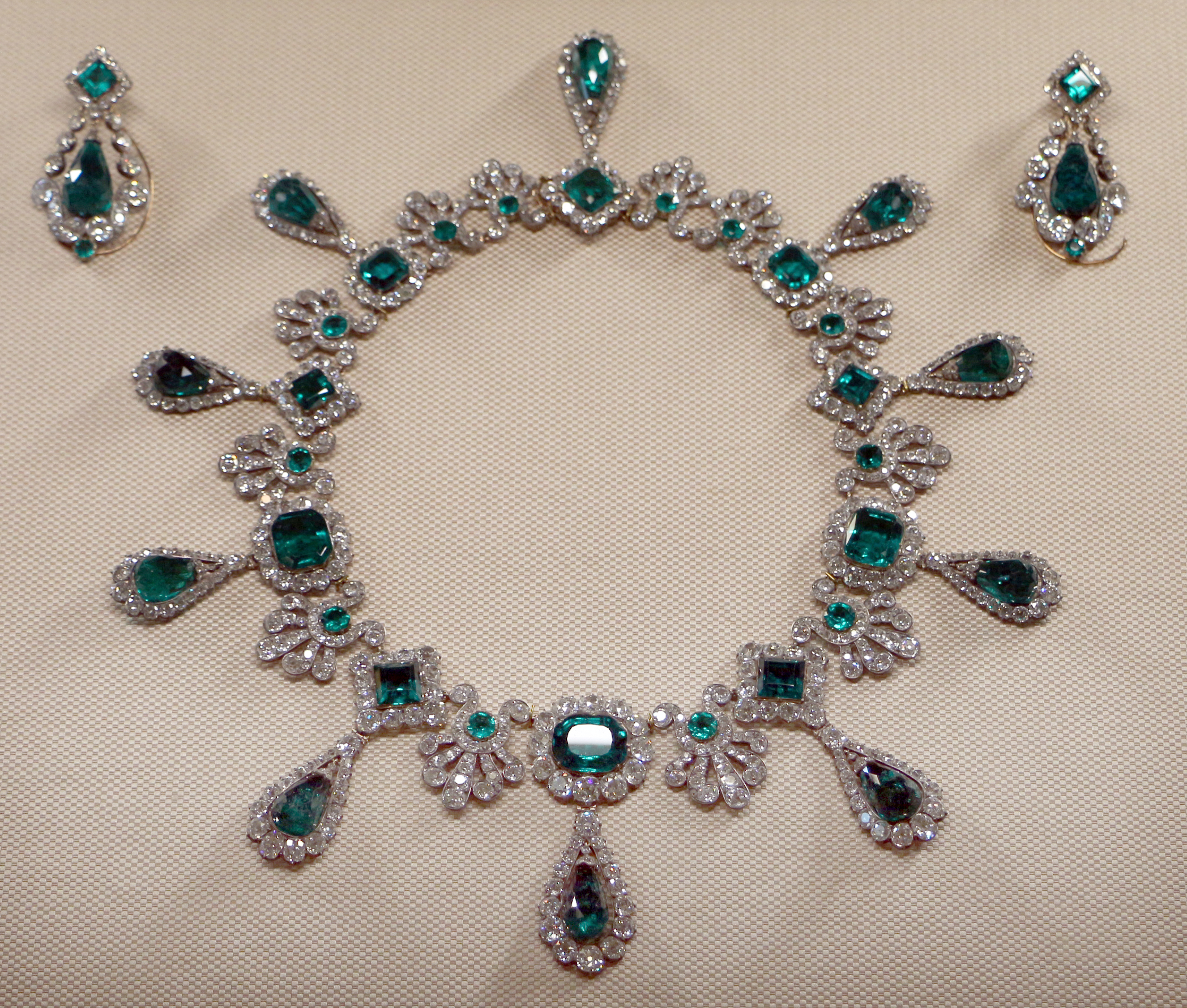
La collana e orecchini della parure

La "paure di smeraldi e diamanti di Maria Luisa" è composta da gioielli di smeraldi e diamanti, ovvero un diadema (oggi chiamato anche turchese, la storia è riportata sopra), una collana, un paio di orecchini, un pettine e una chiusura con cinta color smeraldo. La parure fu progettata dai gioiellieri parigini Etienne Nitot et fils (Etienne Nitot e figlio) con un totale di 138 smeraldi, 382 diamanti taglio rosa e 2.162 diamanti taglio brillante; la parure una volta completata fu consegnata all'Imperatrice Maria Luisa, seconda moglie di Napoleone Bonaparte.
Il diadema presenta dei motivi floreali, molto utilizzati nella lavorazione dei gioielli per tutto il XIX secolo, 22 grandi e 57 piccoli smerali,1.002 brillanti e 66 diamanti con raglio a rosa; lo smeraldo più grande pesava dodici carati, con una forma quadrata circondato da un unico strato di grandi diamanti bianchi, posizionato poi sul diadema in una situazione centrale nella parte frontale. Uno smeraldo più piccolo invece era di forma ovale, anch'esso circondato da damanti a taglio a rosa, posto sotto gli smeraldi di forma quadrata, sempre lungo la linea verticale mediana, sui cui lati vennero posizionati anche altri grandi smeraldi. La base del diadema è fatta di una fascia di smeraldi a taglio rosa, inoltre il copricapo era incastonato in argento ed oro. Questo diadema inestimabile e dall'inestimabile valore artistico e storico, venne poi smontato e cambiato, gli smeraldi venduti a differenti enti o signore, mentre sul diadema, al posto appunto delle pietre verdi, furono montate quelle turchesi; nel 1971 il diadema venne acquistato dalla signora Marjorie Merriweather Post, che donò il prezioso gioiello all'Smithsonian Institution di Washington, dove oggi è conservato.
La collana ha un design di natura classica conforme allo stile architettonico sviluppato per il periodo da Charles Percier e Pierre Fontaine, è composta da 32 smeraldi, 264 diamanti taglio rosa, 864 diamanti taglio brillante ed ha un'incastonatura d'oro e argento; i grandi smeraldi hanno la forma quadrata e a cuscino alternati disposti simmetricamente, circondati da un unico strato di smeraldi bianchi taglio rosa, separati da smeraldi più piccoli di forma rotonda, racchiusi da piccoli diamanti tondi taglio brillante. Sono presenti cinque smeraldi di forma quadrata, cinque a cuscino e dodici a rotonda, infatti un solo smeraldo a forma rotonda è stato inserito tra un di forma quadrata e uno a cuscino, tranne nella parte posteriore della collana dove sono stati posizionati simmetricamente due smeraldi di forma rotonda. Nel 1887 la Francia, per paura di un ritorno monarchico, vendette molti dei gioielli della Corona, fra cui la collana che venne poi acquistata dal Museo del Louvre, per una cifra pari a 3,7 milioni di euro.

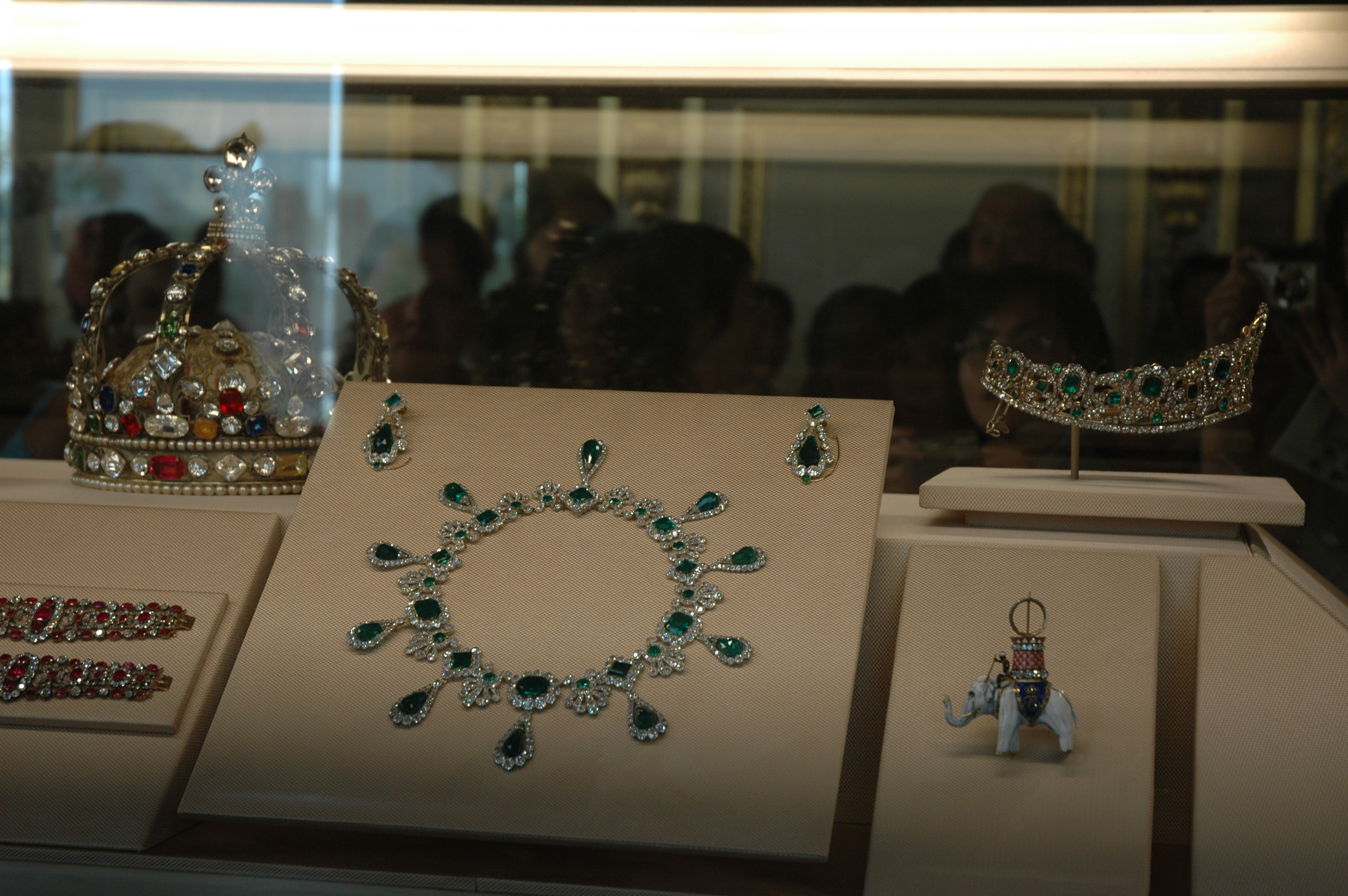
La parure assieme ad altri gioielli nella Galleria d'Apollo, Museo del Louvre.

Gli orecchini della parure di smeraldi e diamanti, hanno un design semplice ma elegante, abbinato a quello della celebre collana; il tema centrale è lo smeraldo o briolette a forma di goccia, sospeso da uno smeraldo di forma quadrata allineato con una delle sue diagonali che giace verticalmente. Lo smeraldo di forma quadrata è circondato da una fila di piccoli diamanti tondi taglio brillante, la briolette pende liberamente dallo smeraldo di forma quadrata, ma è circondata da un anello di filo d'oro montato con grandi diamanti con taglio a rosa. Un singolo smeraldo di forma rotonda è anche incorporato nell'anello proprio nella parte inferiore; gli orecchini in totale sono composti da 6 smeraldi, 20 diamanti taglio rosa e 40 diamanti taglio brillante. Nel complesso i design degli orecchini e della collana si sposa alla perfezione, in particolare con gli smeraldi quadrati a forma di goccia della collana. Fortunatamente, come la collana, gli orecchini non hanno subito qualsiasi tipo di manomissione o alterazione, furono poi acquistato dal Louvre.
Si diceva che il pettine della parure fosse composto da 23 smeraldi, 54 diamanti taglio rosa e 226 diamanti taglio brillante, ma sfortunatamente non sono disponibili ulteriori informazioni sul pettine, nemmeno un'immagine di questo. Stessa sorte per la chiusura con cinta di smeraldo, della quale non sono disponibili molte informazioni, se non che fosse composto da 5 smeraldi e 107 brillanti.

### Parure di rubini della Duchessa d'Angoulême

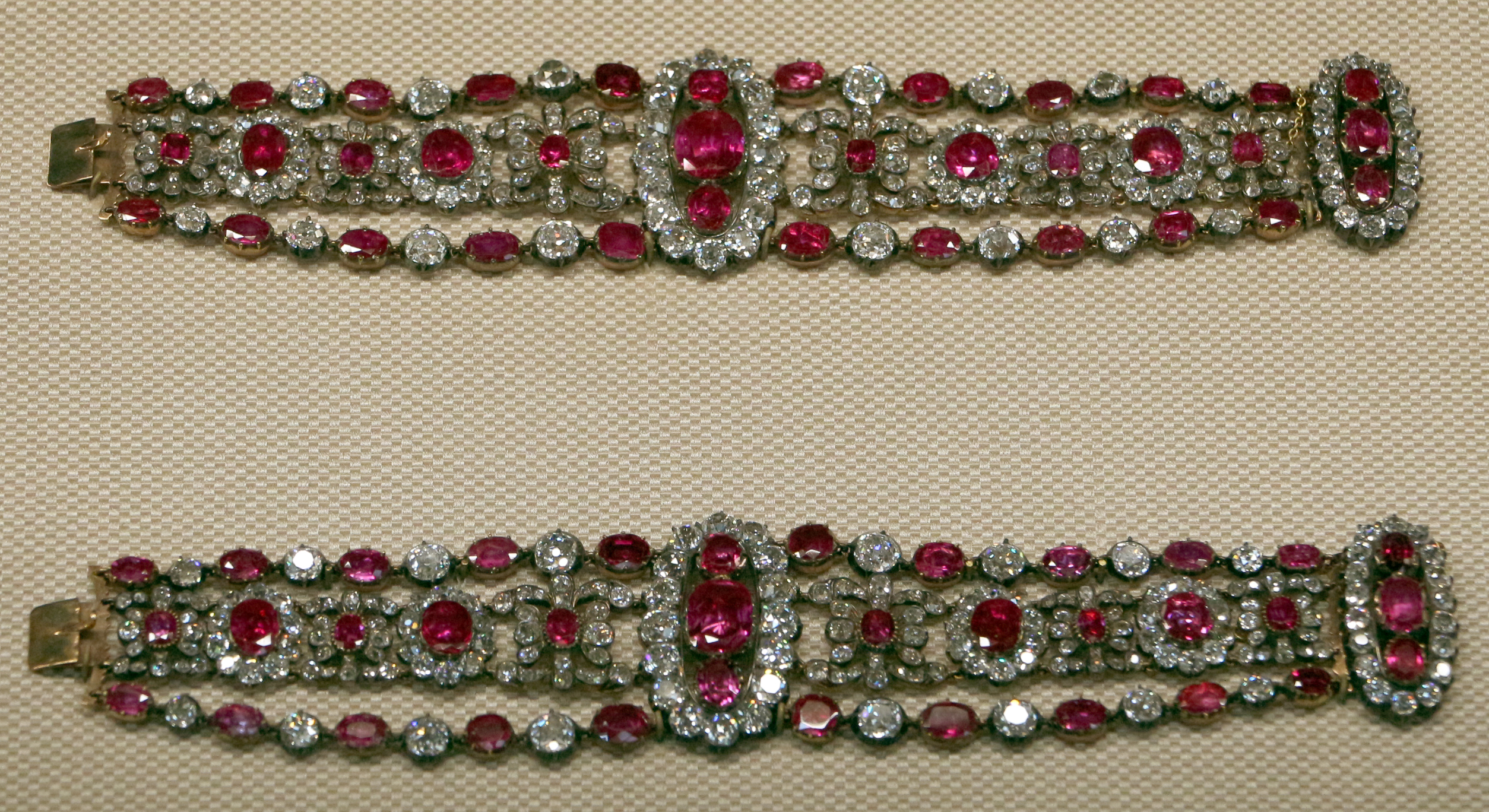
I bracciali della parure con rubini e diamanti, esposti oggi al Louvre.

La "parure di rubini della Duchessa d'Angoulême" fu composta per l'omonima duchessa, Maria Teresa di Borbone, anche se precedentemente una parure di rubini e diamanti fu realizzata nel 1811, da Maison Nitot per l'Imperatrice Maria Luisa, nonché seconda moglie di Napoleone I, questa parure comprendeva una tiara, collana, bracciali, orecchini, una corona e una cintura, con 400 rubini e più di 6.000 diamanti in tutto. Dopo la caduta di Bonaparte, il re borbonico Luigi XVIII fece rifare i gioielli della corona in stile Restaurazione invece che in stile Impero, così nel 1816 la parure di rubini fu rifatta da Pierre-Nicholas Menière, per adattarsi alla Duchessa di Angoulême; il design proveniva dal genero di Menière, Evrard Bapst, che si era ispirato alle caratteristiche della parure originale di Nitot, difatti ampia di gioielli, includendo una tiara più grande di rubini incastonati in un fogliame di diamanti a scorrimento e un pettine più piccolo.
Nel 1830 Carlo X, suocero della Duchessa, fu destituito e i Borbone furono cacciati di nuovo, ma la parure di rubini rimaneva proprietà statale, infatti fu indossata anche dalla regina Marie-Amélie e dall'Imperatrice Eugénie, rimanendo sempre nello stile creato per Maria Teresa, anche se Napoleone III ed Eugenia fecero ridisegnare altri pezzi. La parure fu infine venduta all'asta insieme a gran parte del resto della collezione della Corona dalla Terza Repubblica, nel 1887 e fu comprata per Cornelia, contessa di Craven, per poi essere venduta nuovamente all'asta, nel 1961, mentre intorno all'anno dopo la tiara fu esposta in una mostra di Parigi. I diversi pezzi furono acquistati da differenti acquirenti, i due braccialetti invece furono donati al Louvre, dove furono esposti dal 1973, mentre gli altri pezzi della parure, tiara inclusa, in collezioni private.

## Le corone

### Corone di Carlo Magno

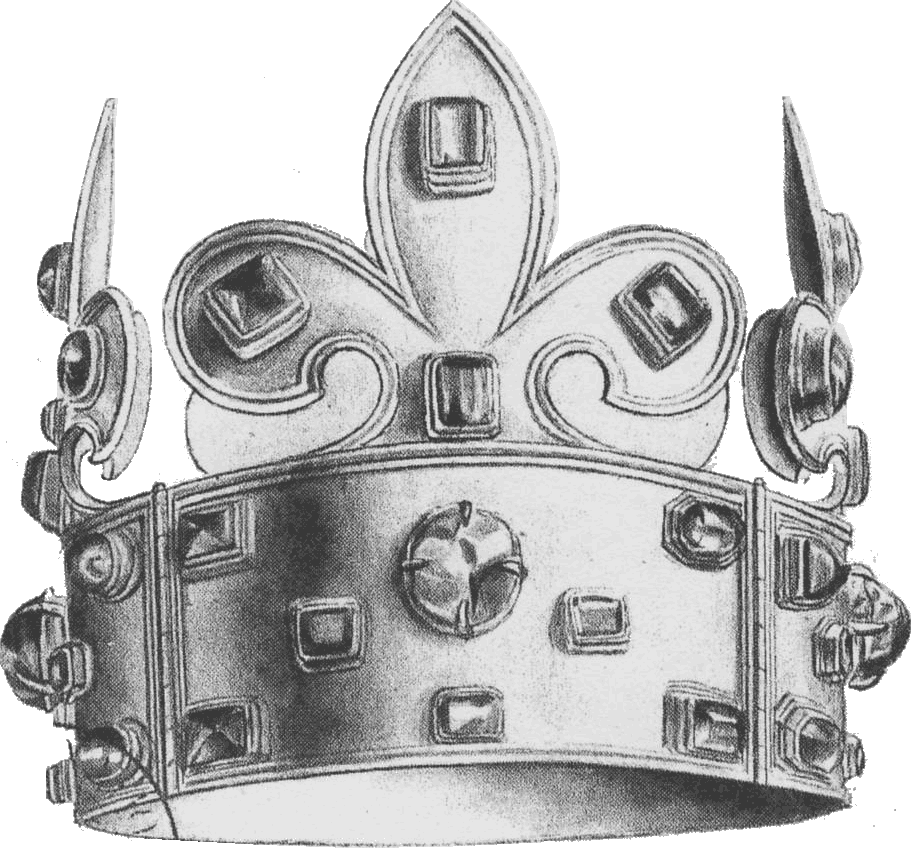
La corona di Carlo Magno, utilizzata fino al 1775 per l'incoronazione dei sovrani francesi

Il 14 agosto 1193, il re Filippo Augusto sposa per la seconda volta Ingeburge di Danimarca. Il giorno dopo è sacro; per l'occasione il re indossa una corona. Nel 1223, il re lasciò in eredità con un testamento (conservato presso l'abbazia) la sua corona e quella della regina al tesoro di Saint-Denis. Poco dopo, Luigi VIII e Bianca di Castiglia furono incoronati a Reims con queste due corone. Il re non rispetta la volontà del padre e decide, in cambio di una grossa somma di denaro, che il monaco recuperi le due corone. Nel 1226 salì al trono Luigi IX. Nel 1261, egli decise di restituire definitivamente all'abbazia di Saint-Denis le due corone indicando con un testo che erano state realizzate per l'incoronazione di re e regine e che nei giorni di festa solenne venivano sospese con catene sopra l'altare mattutino . È così che le due corone del re e della regina furono versate nel tesoro dell'abbazia.
L'inventario del tesoro del 1534 ne dà una descrizione precisa. La corona del re era d'oro massiccio e pesava, con tutte le pietre del cappuccio e le catene d'argento, quasi quattro chilogrammi. Il cerchio e i fiori ammontavano a 48 pietre preziose così distribuite: 16 rubini ginestra (spinelli), 16 smeraldi e 16 zaffiri. Il cerchio base era formato da 4 piastre rettangolari collegate da sistemi di cerniere. In alto, al centro di ogni elemento c'era un rubino affiancato da due smeraldi oltre ad uno sottostante. Ogni elemento è stato decorato allo stesso modo. Ogni serie era separata da 4 zaffiri; lo stesso valeva per le pietre che adornavano i gigli. Questa corona aveva un cappuccio interno di forma conica sormontato da un rubino da 200 carati. Fu il re Giovanni II a farsi realizzare questo copricapo color cremisi. Nel 1547 Enrico II fece realizzare un nuovo berretto foderato di raso. Nel 1590, il duca di Mayenne si impossessò della corona e la fondò per ottenere denaro e finanziare la Lega cattolica.
Successivamente per le incoronazioni venne utilizzata la corona della regina, quasi identica, che fu poi distrutta durante la Rivoluzione francese. Queste due corone furono successivamente chiamate "Corone di Carlo Magno".

### Corona di San Luigi

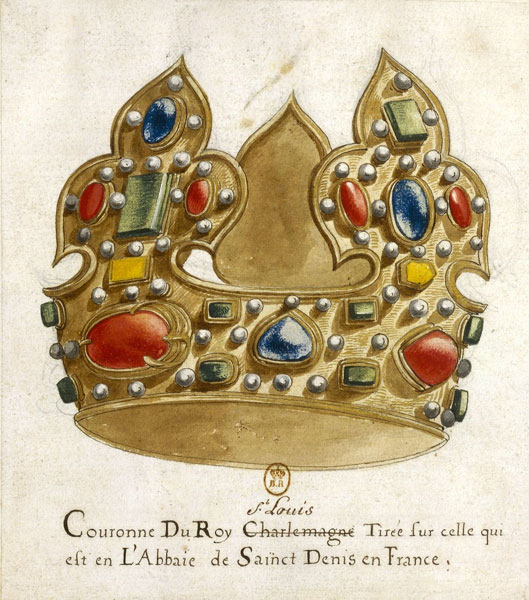
Corona di San Luigi

Alla fine del XIII secolo esisteva una corona d'oro gigliata e gemmata già restaurata: era rivestita internamente, per almeno metà della sua circonferenza, da una placca metallica. Si suppone che sia stata creata nell'XI secolo per ospitare un'importante reliquia.
Si diceva che questa corona reale ospitasse una spina della corona di Gesù Cristo e costituisse, insieme al Santo Chiodo, uno dei pezzi principali del tesoro della chiesa. La spina era posta sotto un enorme cabochon che veniva chiamato rubino, ma che era uno spinello di 278 carati metrici. Secondo Sugerio, questa spina era un dono di Luigi VI alla chiesa di Saint-Denis proveniente da sua nonna Anna di Kiev. Lo smeraldo al centro del giglio centrale si trova ora al Museo nazionale di storia naturale, a Parigi.
Nel Medioevo questa corona reliquiario veniva chiamata Sacra Corona o corona di spine, successivamente si iniziò a chiamarla corona di San Luigi. Fu utilizzata per l'incoronazione di Giovanni II e quella di Anna di Bretagna.
Questa corona veniva portata in processione quando si celebrava il necrologio o la messa solenne di un re. Deposta sull'altare dei Santi Martiri insieme ad altre reliquie (Santo Chiodo, braccio di San Simeone), la corona fu poi depositata sotto l'Ancien Régime in uno scrigno del tesoro. Questa corona è stata rappresentata in due dipinti: La Messe de Saint Gilles e La Vierge de la famille de Vic.
Danielle Gaborit-Chopin la descrive così: “Una corona circolare, tutta d'un pezzo, sormontata da quattro grandi gigli dalle estremità rigonfie. Sul cerchietto, quattro granati e quattro zaffiri alternati erano separati da una coppia di smeraldi; su ogni fiorellino, due granati, uno smeraldo e un topazio circondavano uno zaffiro, tranne che sul fiorellino principale dove era posta al centro una tavola rettangolare di smeraldi, le pietre erano incastonate in spesse cornici, circondate da una modanatura. Tra le pietre preziose erano sparse cento grandi perle, fissate all'estremità da un'asta verticale che le attraversava da parte a parte. Questa corona pesava 11 marchi di cui 4 per pietre, perle e argento dorato e fu distrutta dalla Convenzione nazionale.

### Corona di Enrico IV di Francia

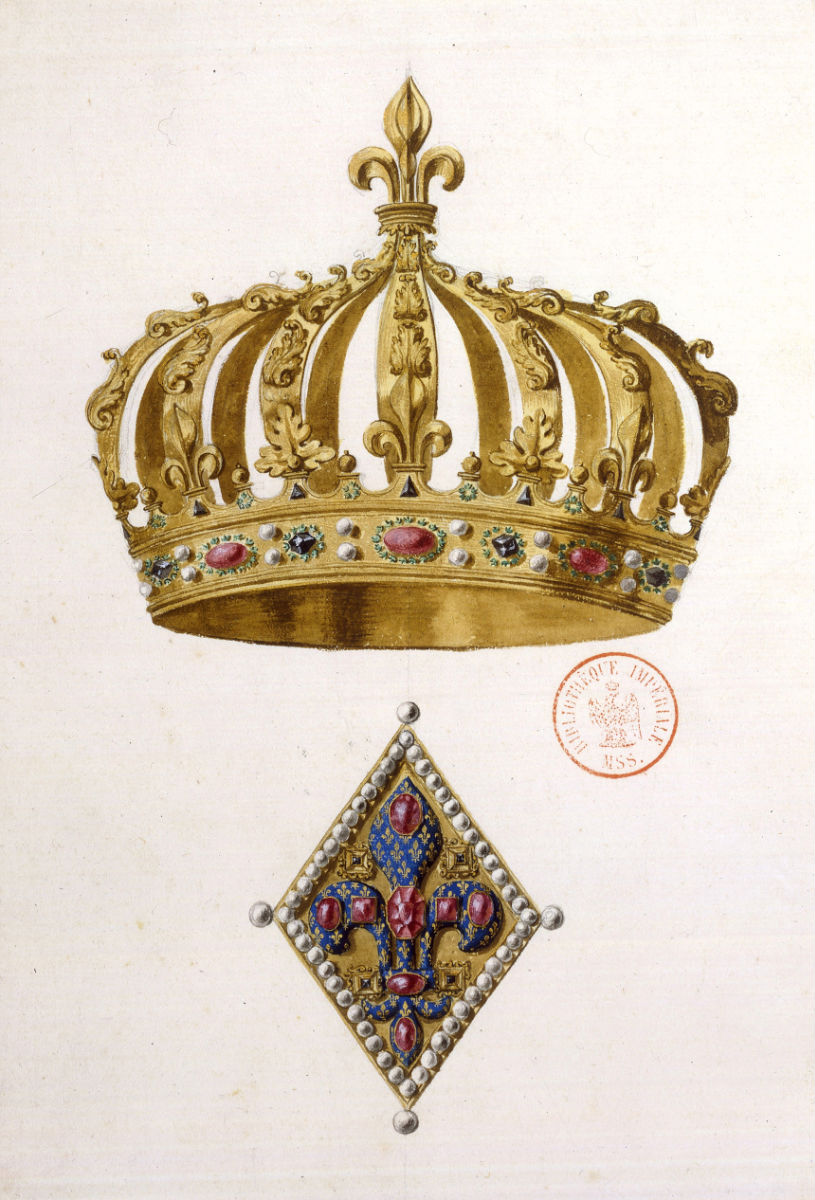
Corona di Enrico IV; sotto, il fermaglio dell'incoronazione dei re di Francia

Dopo l'ascesa di Enrico IV al trono di Francia, il 2 agosto 1589, abiura solennemente il protestantesimo, il 25 luglio 1593 nella basilica di Saint-Denis. Tuttavia, nel pieno dell'ottava guerra di religione, la fazione cattolica era molto riluttante a lasciare incoronare un ex protestante, un evento molto importante per il nuovo re; Reims e la Sainte Ampoule sono ancora nelle mani dei leghisti, così come il tesoro di Saint-Denis, custodito a Parigi. Era quindi necessario per l'incoronazione del re un altro olio santo (il vescovo di Chartres Nicolas de Thou utilizzò un olio santo proveniente da Marmoutier), nuovi abiti reali, due corone, uno scettro e una mano di giustizia, che furono successivamente trasferiti a Saint-Denis dopo la riconquista del regno.
Questa corona, realizzata per l'incoronazione di Enrico IV a Chartres, presentava 12 semiarchi decorati con foglie, 6 gigli e 6 foglie d'acanto. Sei smalti rossi e sei smalti blu, che imitavano rubini e zaffiri, erano separati da piccole sfere di smalto bianco, simili a perle.
Esisteva anche una seconda corona di Enrico IV: era identica alla prima, ma fatta di vermeil e non più d'oro, e senza gli archi che si estendevano dai gigli e dalle foglie d'acanto. Più leggera, venne utilizzata durante il banchetto successivo all'incoronazione. Le due corone furono fuse nel 1793.

### Corona di Luigi XIII di Francia

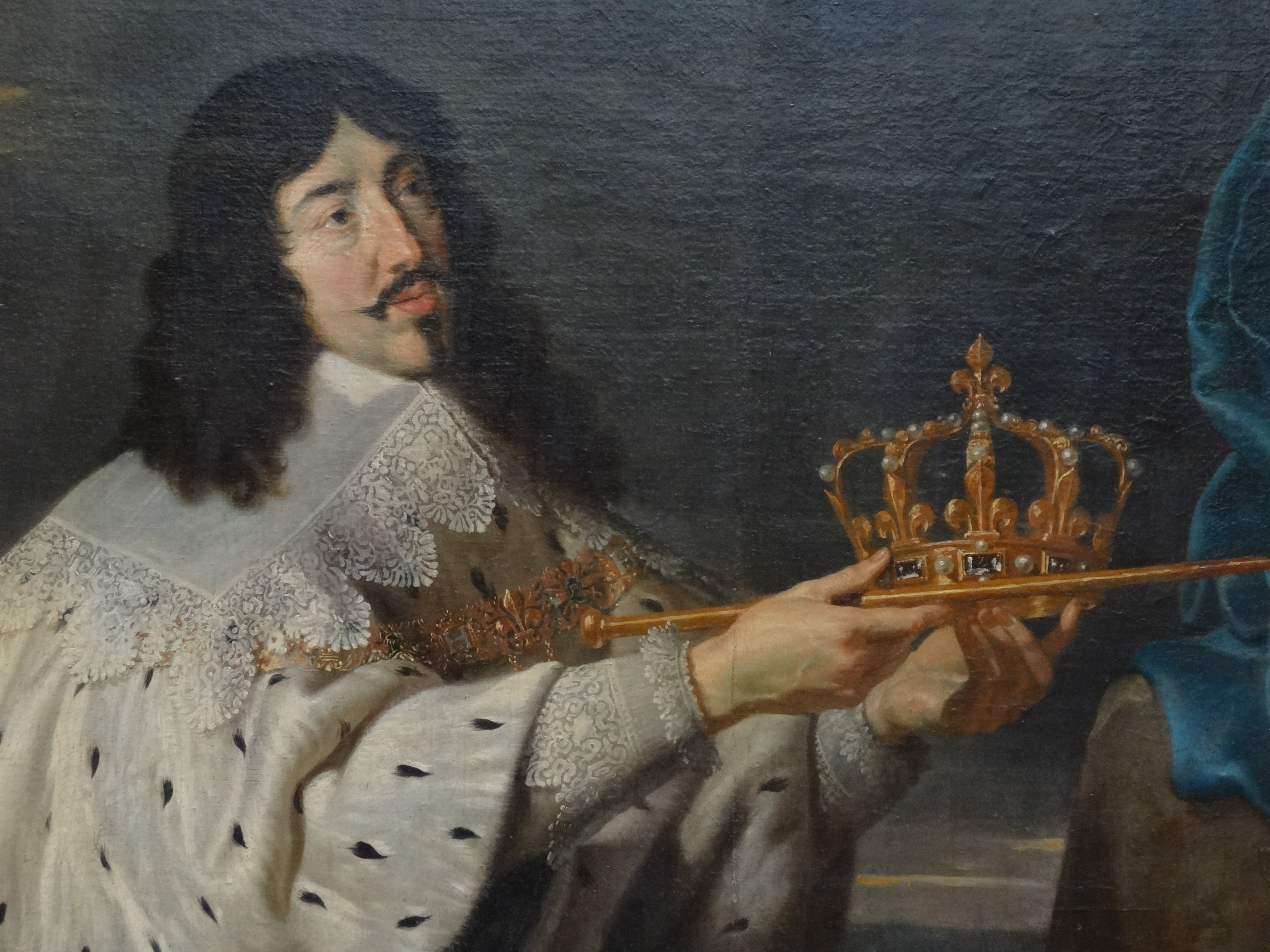
Particolare del Voto di Luigi XIII, di Philippe de Champaigne (1638)

Per l'incoronazione di Luigi XIII furono realizzate due nuove corone, una in oro e l'altra in vermeil; erano più piccole di quelle di Enrico IV, perché destinati alla testa di un bambino (Luigi XIII aveva appena nove anni, al momento della sua incoronazione nella cattedrale di Reims il 17 ottobre 1610). Erano basate sullo stesso modello dei loro predecessori: un cerchietto con pietre preziose vere e finte (senza ulteriori dettagli), 6 gigli e 6 foglie d'acanto, in oro con rami che chiudono la corona per uno, ma la corona d'argento dorato questa volta aveva dei rami. Non si sa se possedesse delle pietre preziose ed è molto probabile che la corona che Luigi XIII tiene tra le mani sul dipinto La consacrazione della Francia alla Vergine di Luigi XIII, di Philippe de Champaigne, fosse una versione ingrandita della corona d'oro della sua incoronazione - poiché quella vera non aveva le dimensioni della sua testa adulta, ma della sua testa da bambino. Fu distrutta anch'essa durante la Rivoluzione.

### Corona di Luigi XIV di Francia

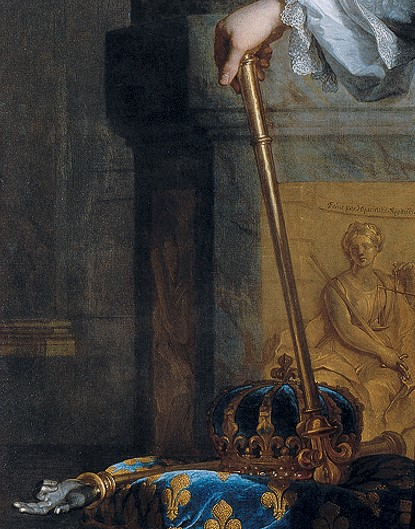
Particolare del Ritratto di Luigi XIV con gli abiti dell'incoronazione di Hyacinthe Rigaud (1701): corona di Luigi XIV, scettro (tenuto capovolto) e mano della giustizia di Enrico IV

Luigi XIV, che divenne re il 14 maggio 1643, è stato incoronato il 7 giugno 1654 all'età di 15 anni. Due nuove corone furono create dal gioielliere Alexandre Courtois (? - 1654). Più elaborate delle corone di Luigi XIII, avevano tuttavia la stessa composizione: sul cerchietto, la corona d'oro aveva pietre preziose e vetri colorati che imitavano altre pietre. I rami avevano per base sulla fascia non più 6 gigli e 6 foglie d'acanto, ma 12 fiori di giglio, uniti da perle. Pesava un chilo. La corona in argento dorato, anch'essa chiusa, era incastonata per la cerimonia - probabilmente della festa - con pietre preziose sconosciute, che furono rimosse e sostituite con copie in cristallo di rocca e vetro colorato dopo che il re, secondo la tradizione, aveva lasciato in eredità le sue corone al tesoro di Saint-Denis. Una tecnica utilizzata per la corona di Luigi XV. Pesava 600 grammi. La corona d'oro è presente sullo sfondo del famoso Ritratto di Luigi XIV con gli abiti dell'incoronazione di Hyacinthe Rigaud. Come le altre, fu distrutta nel 1793.

### Corona di Luigi XV di Francia

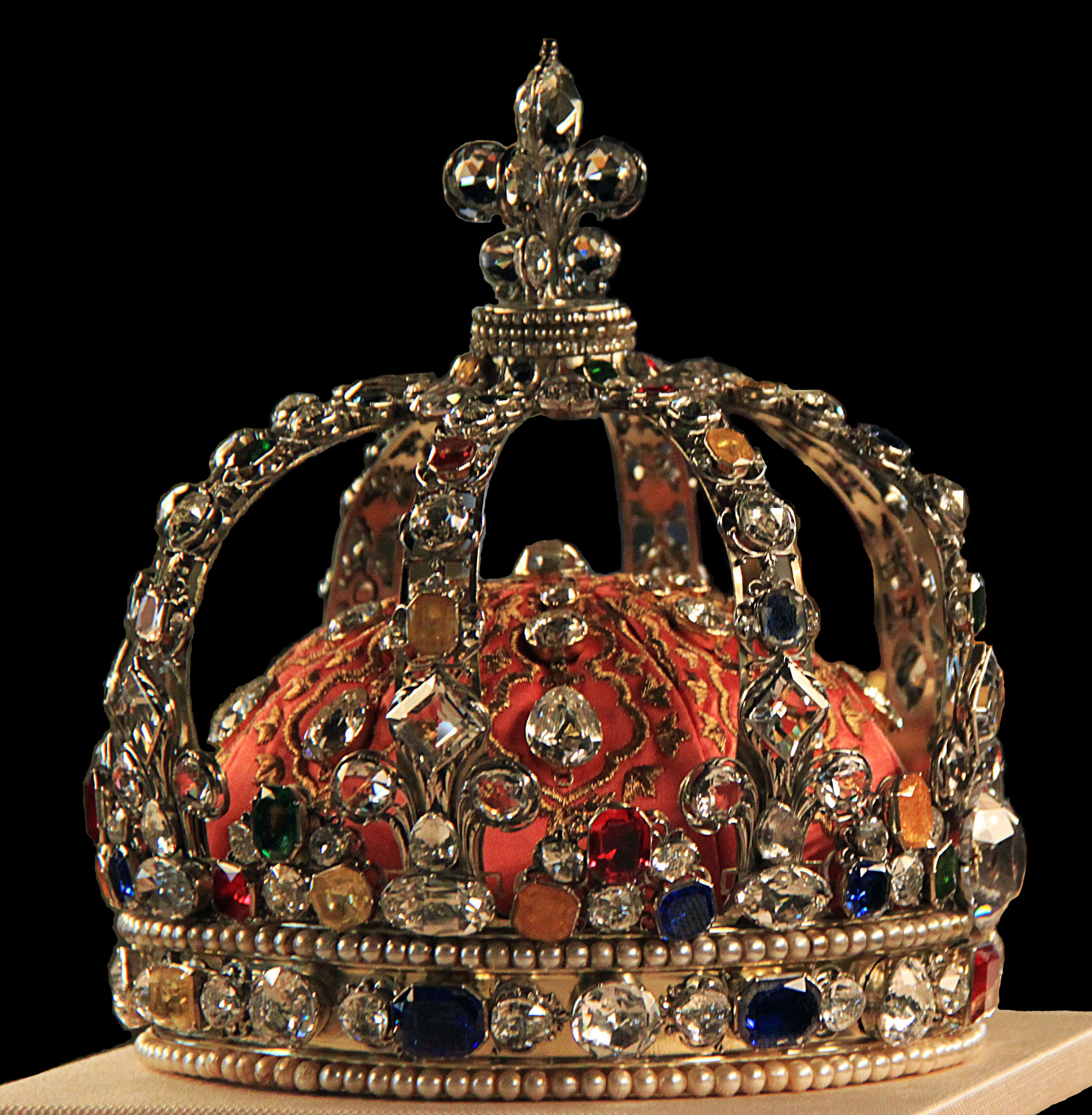
La corona di Luigi XV di Francia (1722)

La corona di Luigi XV venne commissionata per l'incoronazione del giovane re nel 1722, anche se prima di lui altri monarchi francesi già utilizzavano corone, che però, alla loro morte, venivano donate alla basilica dell'abbazia di Saint-Denis, ove poi venivano tumulati i corpi dei re di Francia e delle rispettive consorti. Alla morte di Luigi XV, però, il nipote e successore Luigi XVI decise di utilizzare la corona del nonno per la propria incoronazione e così essa assunse il valore di corona reale. Malgrado tutto, però, Luigi XVI fu l'ultimo monarca nel Settecento ad utilizzarla e nuovamente essa venne riutilizzata solo da Carlo X, in quanto Napoleone si servì di un serto per la propria incoronazione.
Nel 1885, alla vendita della maggior parte dei gioielli della Corona francese operata dal governo repubblicano, la corona di Luigi XV venne risparmiata per la sua rilevanza storica, anche se legata all'Ancien Régime, non senza però sostituirne prima le preziose gemme che la decoravano con cristalli colorati.

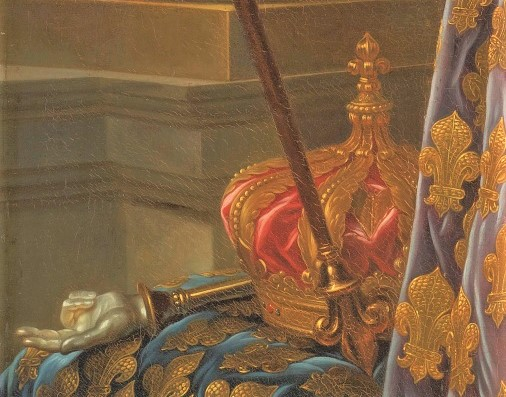
Particolare del Ritratto di Luigi XVI nelle vesti d'incoronazione di Antoine-François Callet (1777): corona di Luigi XVI, scettro (tenuto capovolto) e mano della giustizia di Enrico IV

### Corona di Luigi XVI di Francia

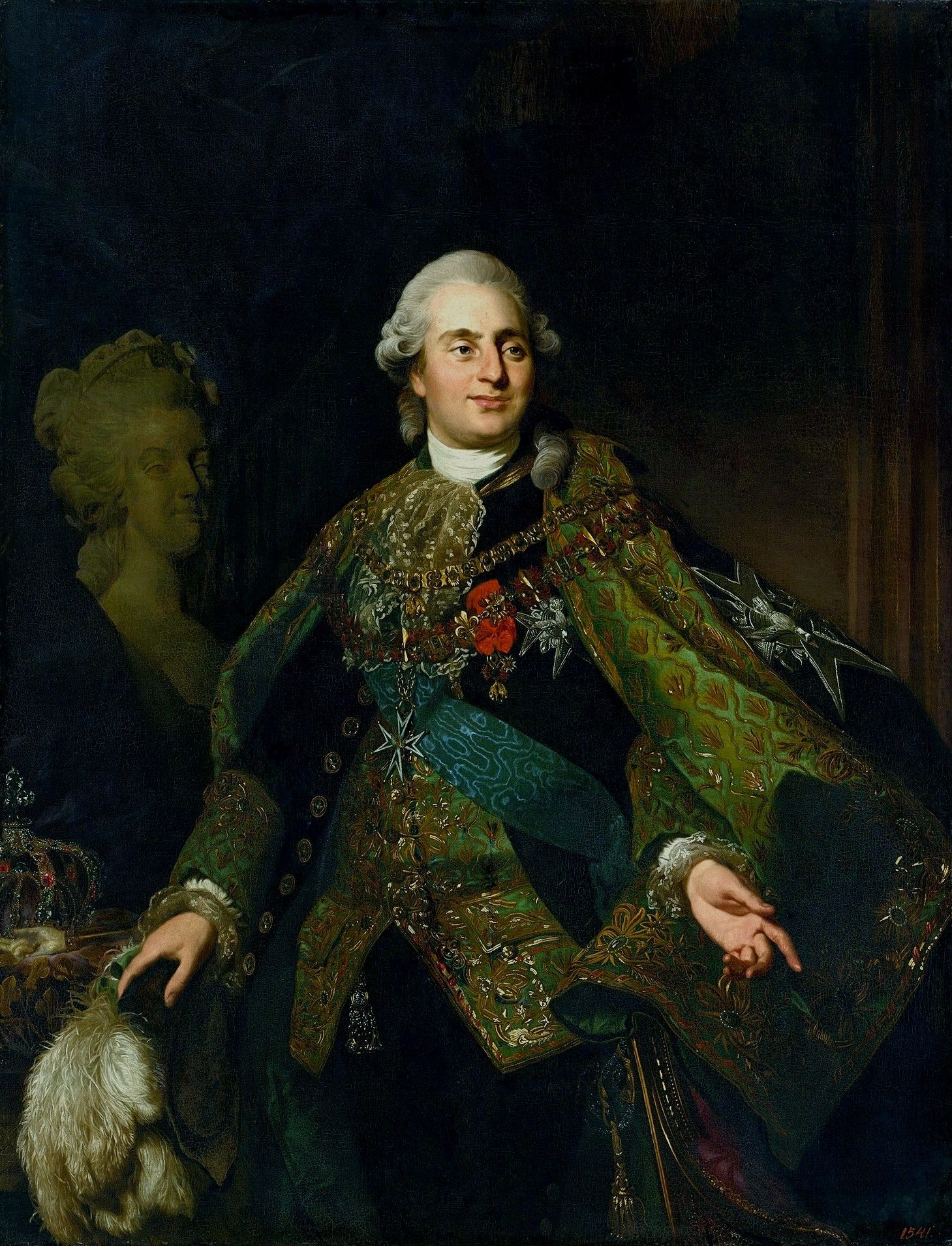
Particolare del Ritratto di Luigi XVI in abiti dell'Ordine dello Spirito Santo

A differenza dei suoi tre diretti predecessori, Luigi XVI fu incoronato all'età di 21 anni l'11 giugno 1775. La corona d'oro fu realizzata dall'orafo del re, Auguste, che la realizzò in oro 22 carati (peso totale di 1345 g) per poco più di 4016 libbre (più 150 libbre per la custodia di pelletteria della corona). La corona d'oro era formata da un cerchietto arricchito di ornamenti, pietre preziose (non dettagliate) e circondato da perle dorate, e sormontato da gigli collegati da ornamenti, da cui fuoriescono diademi (rami la cui forma evoca antiche tiare di alloro) fatto di foglie d'acanto, sulle quali sono perle. Le tiare si uniscono alla sommità della corona a formare una sorta di capitello, sul quale è presente un doppio giglio. Aveva una calotta interna cremisi ricamata d'oro. La si riconosce dietro il re nel celebre ritratto di Antoine-François Callet.
La corona in argento dorato fu una delle rare a non essere distrutta durante la Rivoluzione, essendo già scomparsa prima; creata per l'incoronazione dal gioielliere Aubert, non fu conservata dopo l'incoronazione. Fu sicuramente smantellata per non dover fare copie dei numerosi diamanti che lo adornavano e per preservare le finanze del regno. Nel libro dell'incoronazione viene descritta come avente una fascia circondata da perle tempestate di 8 pietre preziose e 24 diamanti. Inoltre aveva un cerchietto sormontato da otto gigli, di cui quello principale, frontale, decorato con il Reggente, da cui uscivano rami, ciascuno dei quali aveva fili di perle incrociati, dove erano presenti tre pietre preziose colorate e quattro diamanti bianchi. In alto, i rami si univano in una base su cui c'era un doppio giglio, che conteneva al suo interno il Sancy. A parte i rami e alcuni dettagli come la posizione di alcune pietre preziose, somigliava molto alla corona in argento dorato di Luigi XV. La sua descrizione ricorda molto la corona che vediamo dietro il re nel Ritratto di Luigi XVI di Francia in abiti dell'Ordine dello Spirito Santo di Alexander Roslin, risalente al 1782-1783.

### Corona di Napoleone Bonaparte

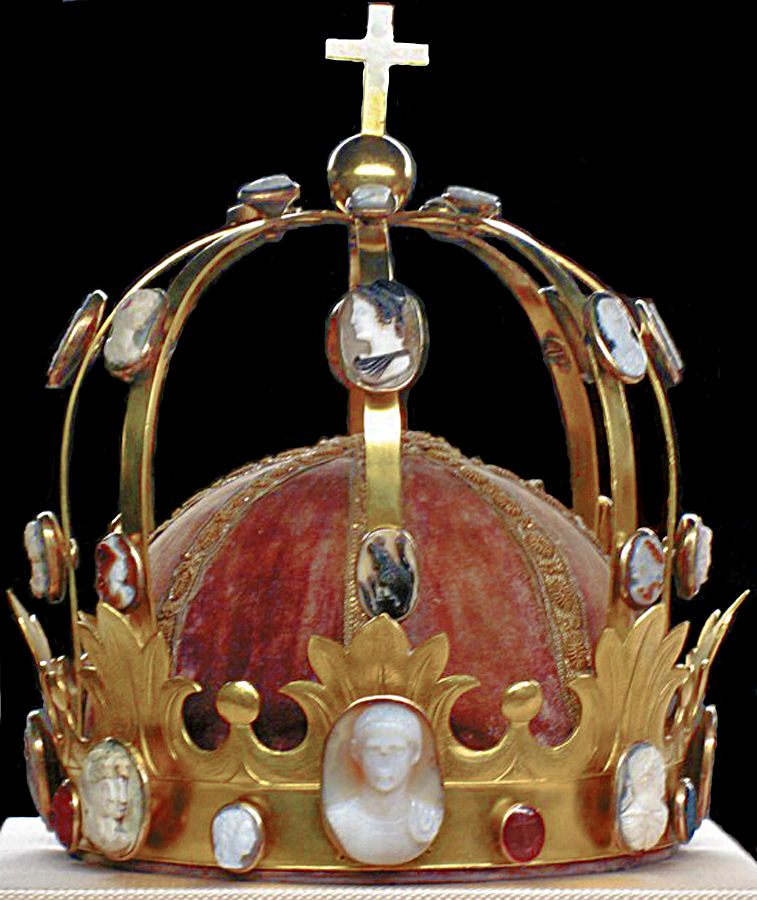
La corona di Napoleone Bonaparte (1804)

Durante al Rivoluzione Francese fu distrutta la maggior parte delle antiche regalie della Corona di Francia, infatti nel 1804 quando Napoleone si proclamò Imperatore dei francesi, fece creare delle nuove regalie imperiali, fra le quali una nuova corona, che l'Imperatore stesso chiamava di Carlo Magno. L'incoronazione di Napoleone si tenne a Notre-Dame, al contrario della tradizionale incoronazione del monarca francese che si teneva nella Cattedrale di Reims; il 2 dicembre 1804 si tenne la grande cerimonia che vide la presenza di due diverse corone: la corona d'alloro d'orata come quella degli Imperatori romani e quella nuova che Napoleone successivamente si pose sul capo. La corona Bonaparte fu utilizzata ufficialmente fino alla sconfitta dell'Imperatore nel 1815, anno in cui i Borbone ritornarono sul trono di Francia con Luigi XVIII, fratello di Luigi XVI, che non si fece incoronare; al contrario, suo fratello Carlo X, divenuto re nel 1824 ripristinò la tradizionale cerimonia dell'incoronazione a Reims, utilizzando la Corona di Luigi XV. Questa fu l'ultima incoronazione di Francia. Nel 1830 re Carlo X fu destituito e il figlio Luigi XIX fu re di Francia per venti minuti, mentre il cugino Enrico V fu monarca titolare dal 2 al 9 agosto; in questo giorno i Borbone furono cacciati definitivamente dal trono e il ramo cadetto degli Orléans salì al trono con Luigi Filippo, non incoronato, governò dal 1830 al 1848, periodo che venne denominato la Monarchia di Luglio che finì con l'ennesima caduta della monarchia e la proclamazione della repubblica.
Nel 1885 l'Assemblea Nazionale, il Parlamento francese, aveva paura che in Francia ci potessero esserci ulteriori tentativi di una possibile restaurazione della monarchia, così si decise di vendere alcune corone che vennero conservate per ragioni storiche, fra le quali quella di Napoleone, che però oggi è esposta al Museo del Louvre di Parigi.

### Corona di Carlo X

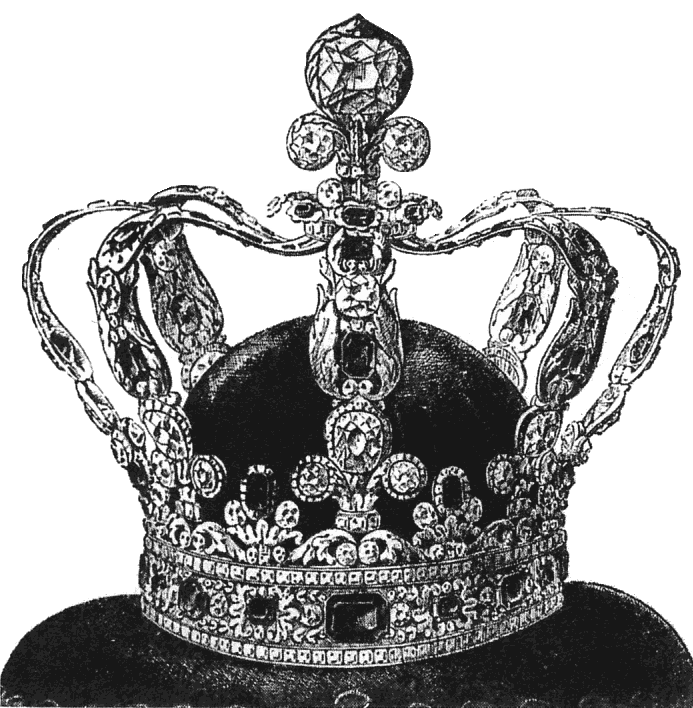
Disegno della Corona di Carlo X.

Durante la Rivoluzione francese molti dei gioielli della corona francese furono rubati, così che fu necessario realizzare una nuova corona per Luigi XVIII, fratello di Luigi XVI e re di Francia dopo la restaurazione borbonica, il quale però riteneva che un'incoronazione potesse essere un evento imprudente, dal momento nel paese c'erano ancora forti sommosse di repubblicani o liberali. Ad usare la regalia fu quindi il fratello e successore Carlo X, nel 1825 durante la sua incoronazione a Reims; successivamente con la Rivoluzione di Luglio e la caduta dei Borboni nel 1830, la corona andò in deposito poiché il nuovo re, Luigi Filippo d'Orléans detto "re cittadino", pensava che un'ulteriore incoronazione avrebbe provocato il popolo francese. Nel 1852 ritornati i Bonaparte, la corona fu smontata due anni dopo su ordine di Napoleone III, un altro che considerava un'incoronazione un evento dannoso per la Francia; le pietre derivanti dalla corona furono poi utilizzati per altri gioielli. Tutt'oggi esiste ancora un gesso a forma della corona, utilizzato dai gioiellieri per la creazione della regalia, con su scritti ancora adesso alcune note in matita.
La corona venne realizzata e adattata da Christophe-Frédéric Bapst su disegno dello zio Evrard Bapst; la base del gioiello aveva la forma di una fascia sormontata da sedici gigli di grandezza alternata, di questi gli otto maggiori formano la base di archi che alla fine si riuniscono al centro, il quale è sormontato da un pinnacolo a forma di giglio, fleur-de-lis; l'intera superficie della corona era formata da diamanti e zaffiri.

### Corona di Napoleone III

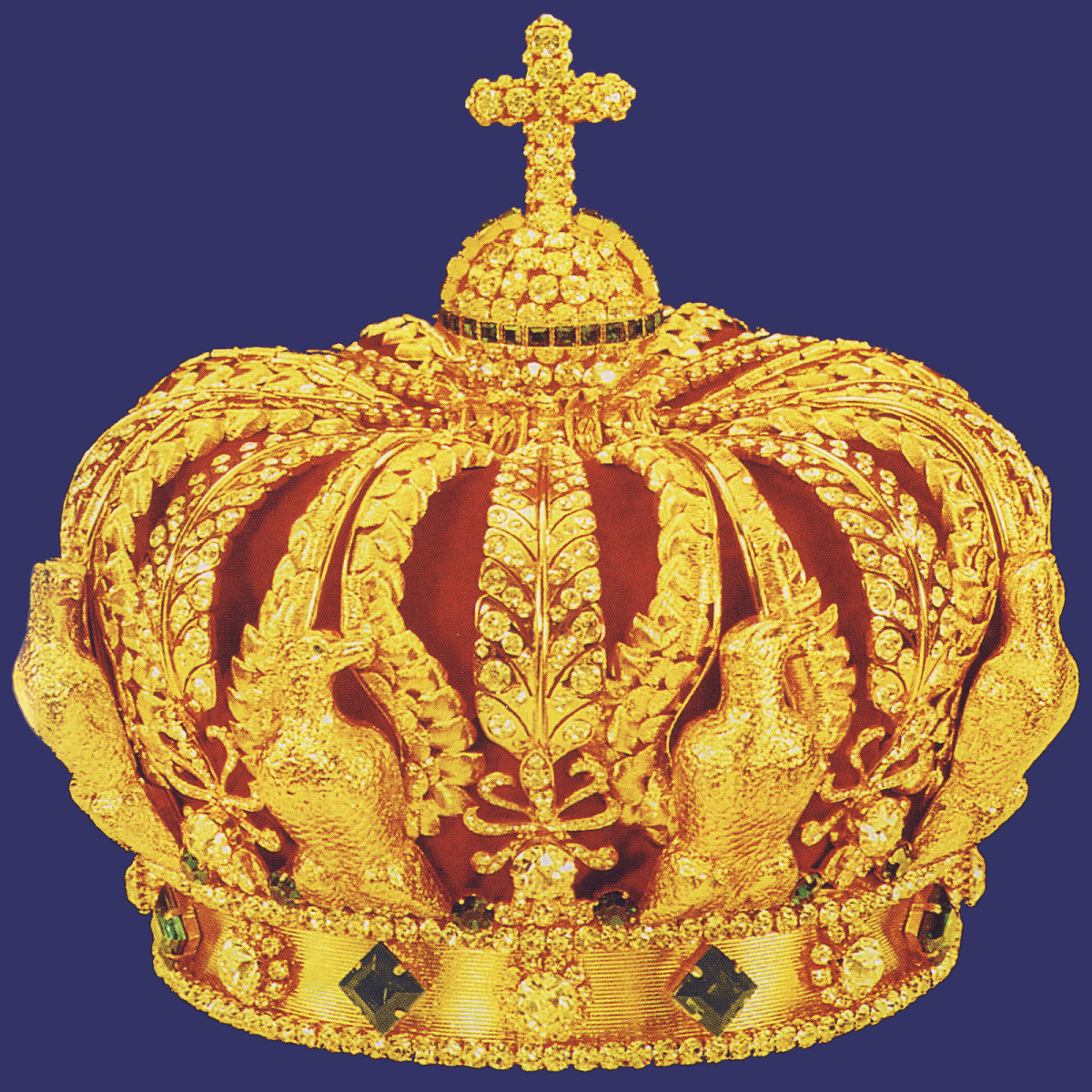
Riproduzione della corona di Napoleone III

Sebbene Napoleone III non avesse avuto una cerimonia di incoronazione, gli fu realizzata una corona in occasione dell'Esposizione universale del 1855 a Parigi. Lo stesso fu per sua moglie. La corona d'oro aveva archi a forma di aquila e altri a forma di palmette, incastonati con diamanti e sormontati da un monde.
La corona di Napoleone III venne smantellata nel 1887 dal governo della Terza Repubblica francese.

### Corona dell'Imperatrice Eugenia

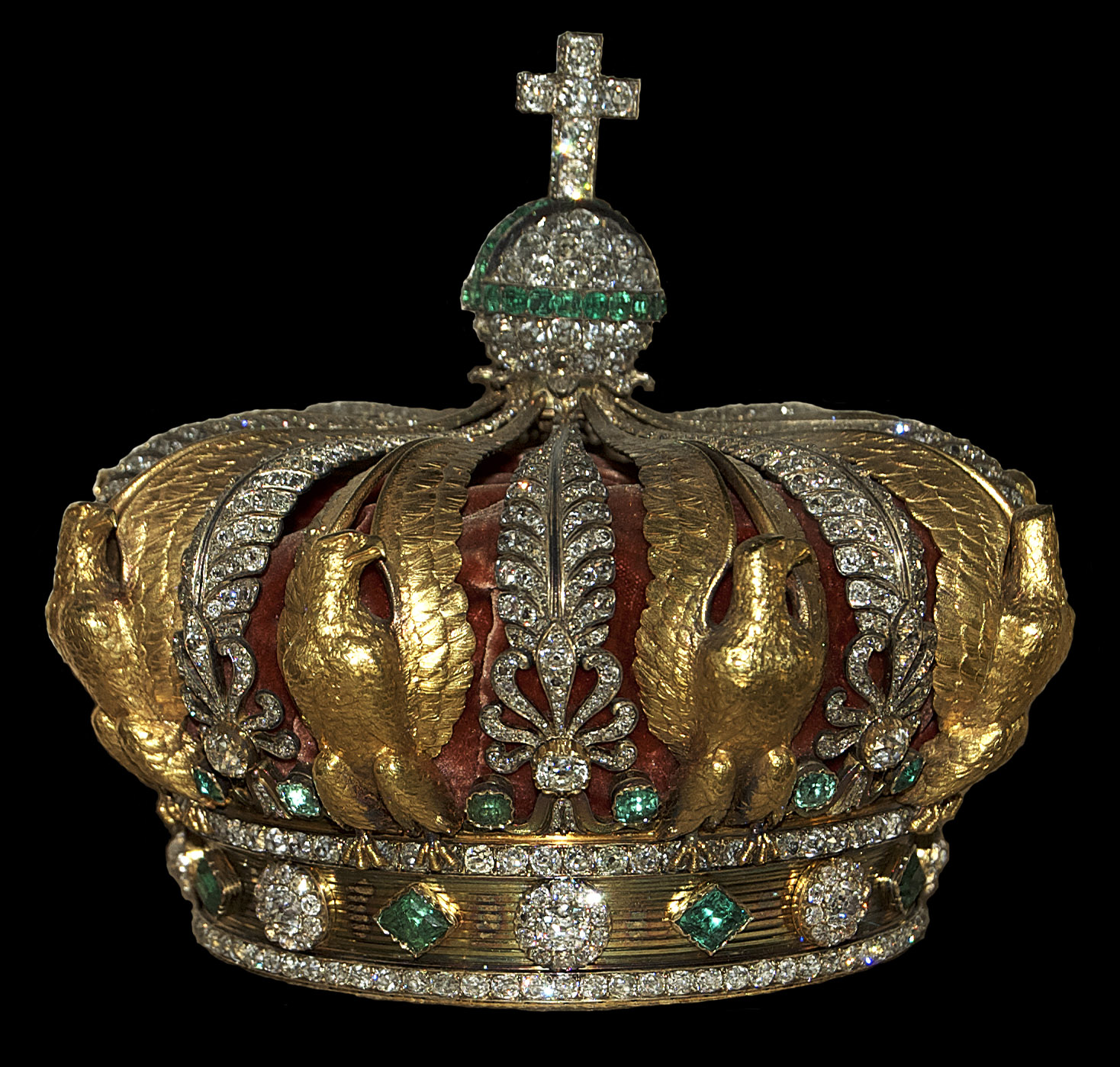
La corona dell'Imperatrice Eugenia di Francia (1855)

Nel 1848 re Luigi Filippo d'Orléans abdicò e di conseguenza fu proclamata la Seconda repubblica con a capo Carlo Luigi Bonaparte, figlio di Luigi Bonaparte fratello di Napoleone, che fu Presidente della Repubblica fino al 1852, quando il 2 dicembre proclamò ufficialmente la monarchia e divenne Napoleone III, Imperatore dei francesi. Il nuovo monarca decise di non essere incoronato, ma comunque decise di commissionare una corona, quella per la consorte l'Imperatrice Eugenia de Montijo. La corona fu creata nel 1855 da Gabriel Lemonnier per l'Esposizione Universale di Parigi e non venne mai utilizzare per incoronare ne Napoleone ne Eugenia. La regalia è fatta d'oro, incastonata di diamanti e smeraldi a motivi di aquila e palmetta, ed è sormontata da un monde. Lo stesso gioielliere che creò la corona commissionò anche un diadema che è esposto al Louvre assieme ad una grande spilla di diamanti di Alfred Bapst, un grande nodo di diamanti del corpetto, una spalla di perle e diamanti spilla, entrambi di François Kramer. Dopo l'abdicazione forzata di Napoleone III, causata dalla sconfitta nella Battaglia di Sedan, Eugenia e il marito andarono in esilio nel Regno Unito, dove l'ex imperatore morì nel 1873, mentre Eugenia nel 1920. Il Museo del Louvre comprò nel 1988 la Corona, la quale è ancora d'oggi esposta nel famoso museo parigino.

### Corona del Delfino Luigi Antonio

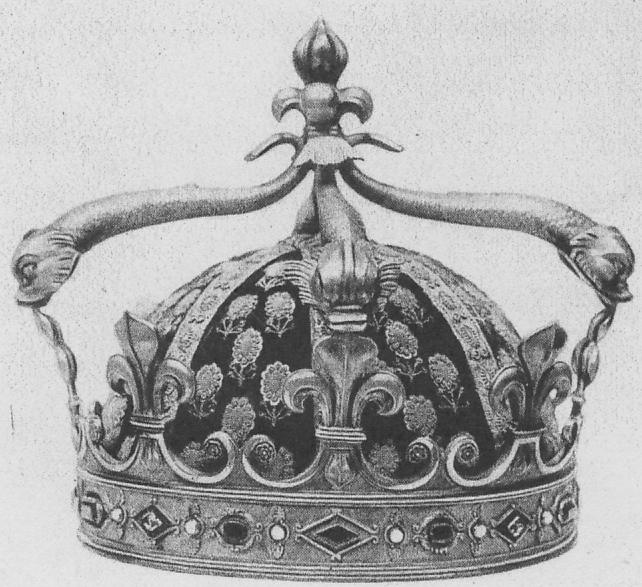
La corona del Delfino di Francia, Luigi Antonio, duca d'Angoulême (1824).

Nel 1825 in occasione dell'Incoronazione del re Carlo X di Borbone, salito al trono un anno prima a seguito della morte di Luigi XVIII, fu commissionata una corona per il Delfino di Francia, Luigi Antonio, duca d'Angoulême, il quale appunto avrebbe indossato questa regalia all'incoronazione del padre.

## Le altre regalie

### La spada del re

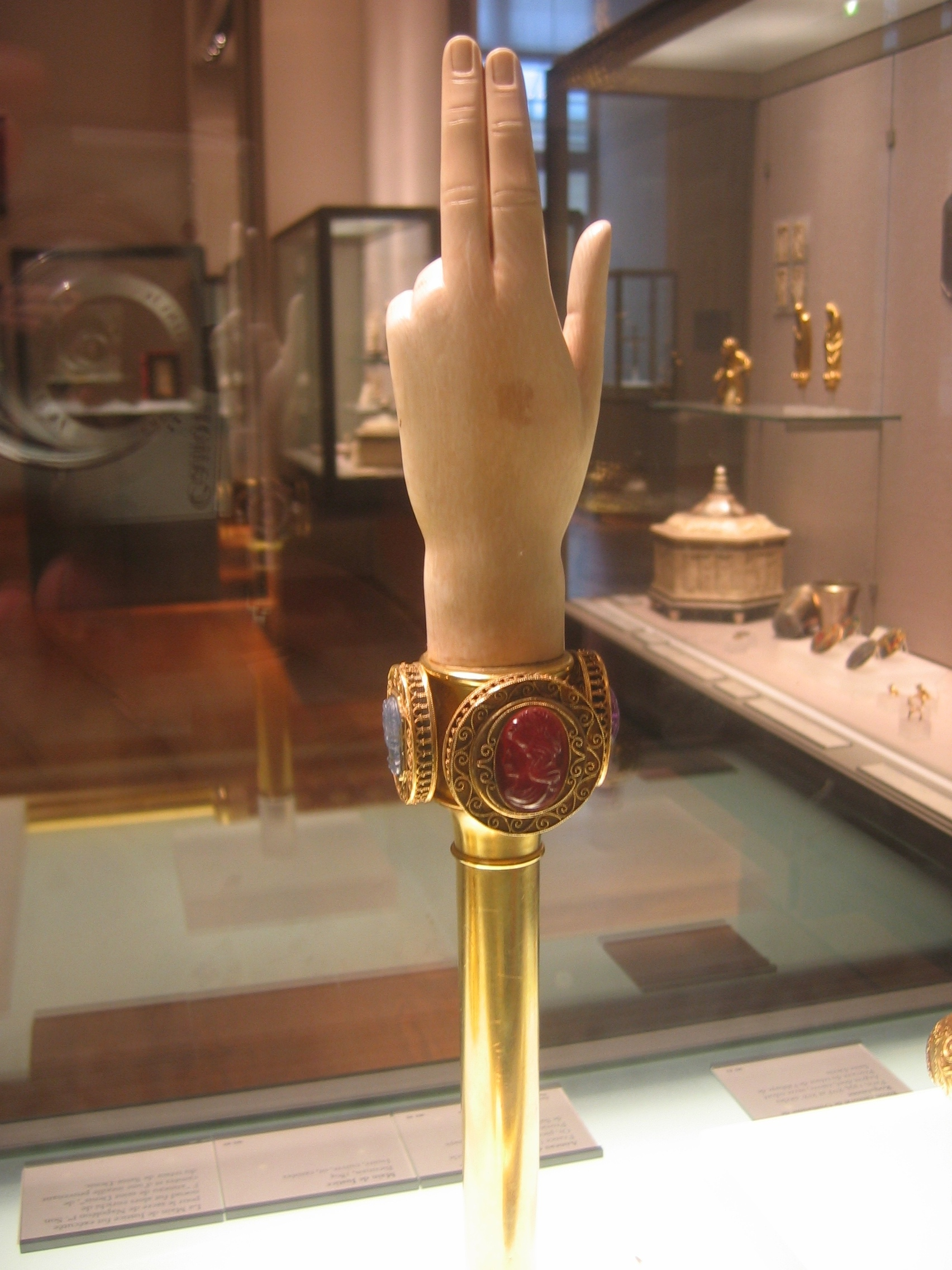
La ricreata "Mano della Giustizia"

La spada utilizzata durante l'incoronazione dei re di Francia si trova oggi esposta al museo del Louvre, in una sezione differente da quella dei gioielli reali. Secondo la leggenda, essa è la Joyeuse, la spada usata da Carlo Magno. Essa in effetti è una struttura complessa, in quanto all'ornamentazione, con molte sovrapposizioni di stili che rendono difficile la datazione, che ad ogni modo deve situarsi tra il X ed il XIII secolo e, quindi, non nell'epoca di Carlo Magno. Altri ritengono invece che essa fosse ancora più antica rispetto al regno di Carlo Magno.
Anche le spade dell'incoronazione di Napoleone I e Carlo X sono conservate al museo del Louvre.

### Lo Scettro di Carlo V e laMain de Justice
Uno dei pezzi sopravvissuti dall'epoca medioevale e che si può ricondurre ai gioielli della Corona francese è lo scettro detto di Carlo V, ma in realtà realizzato per l'incoronazione di suo figlio Carlo VI, anch'esso attualmente conservato al Louvre. Esso è in oro e misura oltre un metro di lunghezza e nella parte finale presenta una statuetta di Carlomagno. La rievocazione mitica di Carlomagno si può anche ritrovare nelle regalìe imperiali di Napoleone I.
Uno scettro tipicamente francese è la Main de Justice (Mano della Giustizia), che ha una mano benedicente in avorio nella parte finale. Attualmente solo la parte finale in avorio sembrerebbe riconducibile al periodo medievale; l'attuale scettro in oro e pietre preziose venne realizzato per l'incoronazione di Napoleone I o per quella di Carlo X. I cammei sono anch'essi medievali, ma lo scettro rappresenta effettivamente un anacronismo del XIX secolo.

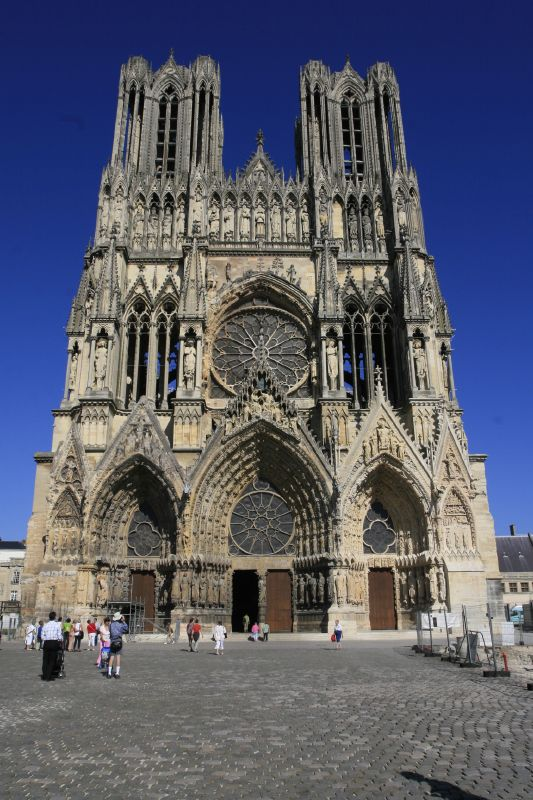
La Cattedrale di Reims, tradizionale luogo dell'incoronazione del re di Francia.